# Camogli
Camogli (Camoggi in ligure) è un comune italiano di 4 856 abitanti della città metropolitana di Genova in Liguria.
Tipico borgo marinaro, centro turistico noto per il suo porticciolo e per i palazzi variopinti sul lungomare. È anche chiamata storicamente la "città dei mille bianchi velieri".

## Geografia fisica

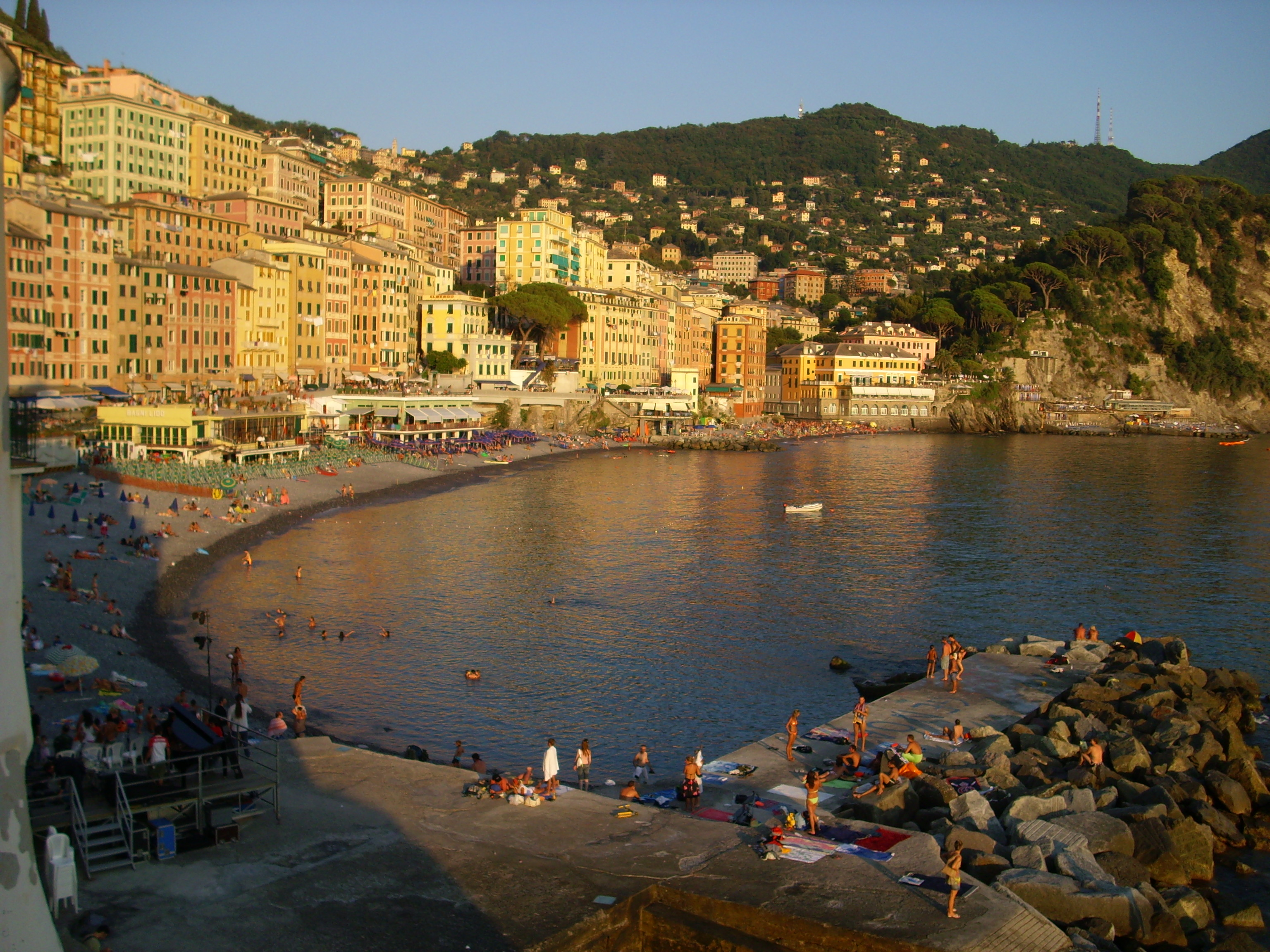
Scorcio del borgo marinaro

Il centro della città di Camogli che occupa la vallata a ponente del monte di Portofino (610 m) si affaccia sul Golfo Paradiso, all'estremità occidentale del promontorio portofinese, nella riviera di levante, ad est di Genova. Appartiene a Camogli la parte più ampia del parco naturale regionale di Portofino, mentre lo specchio acqueo antistante il promontorio fa parte dell'Area naturale marina protetta Portofino.
Tra le altre vette del territorio il monte delle Bocche (506 m), il monte Tocco (471 m), il monte Esoli (441 m), il monte di Ruta (416 m), il monte Campana (340 m).
Tra i torrente e i rivi il torrente Gentile, il fossato del Migliaro, il rio del Boschetto, il rio Ponte di Cò, il fosso delle Chiappe, il rio Borghi, il fosso di San Nicolò, il fosso dei Pertusi, il fosso dei Monti, il fosso dell'Alluvione, la sorgente di Cala dell'Oro, il Vallone dei Fontanini, il fosso di San Fruttuoso.
L'aspetto architettonico più rilevante della cittadina è la presenza di edifici colorati che si affacciano sulla spiaggia. I colori e le linee più chiare orizzontali (dette marcapiano) servivano ai marinai camogliesi per riconoscere più facilmente la propria abitazione tra i vari piani dei palazzi del borgo e farvi ritorno dopo la pesca. La maggior parte degli edifici del centro storico sono stati edificati con un susseguirsi di aggiunte e modifiche nel corso dei secoli. Spesso le aggiunte riguardavano anche singole stanze che modificavano l'aspetto sia interiore che esteriore dei palazzi. La nascita di un figlio di un navigante o quanto ricavato da un lungo imbarco, spesso erano le motivazioni da cui nasceva una nuova appendice al palazzo esistente.

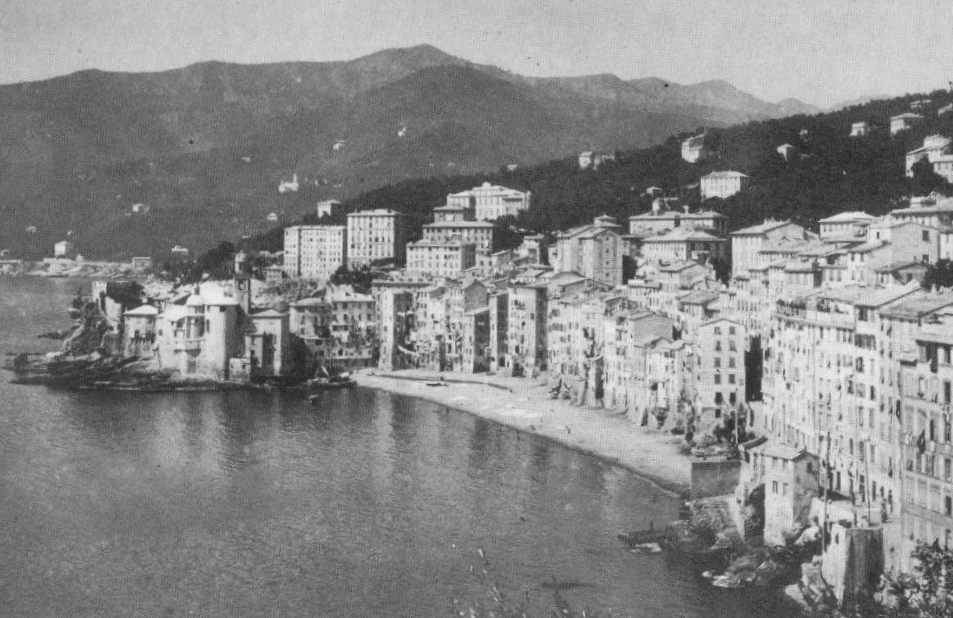
Il litorale in una fotografia dei primi del Novecento

Nel 1913, secondo una moda il cui esempio più eclatante è il lungomare francese di Nizza, vennero abbattuti i palazzi prospicienti il mare creando la passeggiata a mare, con la rotonda in stile littorio. La scelta dell'abbattimento fu dettata anche dallo stato in cui versavano gli immobili, strutture in legno e pietra da secoli preda di ondate e salsedine. La spiaggia, o perlomeno l'incremento della poca preesistente, si ebbe con il terreno di risulta della realizzazione del tracciato della ferrovia Genova-La Spezia, con l'apertura delle gallerie a levante (verso Santa Margherita Ligure) e a ponente (verso Recco). Dal materiale di risulta dei lavori al tracciato ferroviario si ottenne anche la trasformazione del territorio in prossimità della ferrovia stessa, con la creazione del terrapieno che andò a costituire le basi per l'attuale piazza Matteotti, su cui affaccia il Teatro Sociale di Camogli.
La particolarità degli edifici costruiti a breve distanza dal mare si deve però alle caratteristiche del territorio. Camogli è costruita lungo le pendici di un rilievo quasi a picco sul mare.
Questo aspetto orografico ha l'effetto di garantire a Camogli un clima particolarmente temperato, tipico di alcune località del levante genovese, non riuscendo i venti freddi provenienti dalla pianura Padana a raggiungere la costa. Anche per questo Camogli è un'apprezzata località turistica.

## Origini del nome

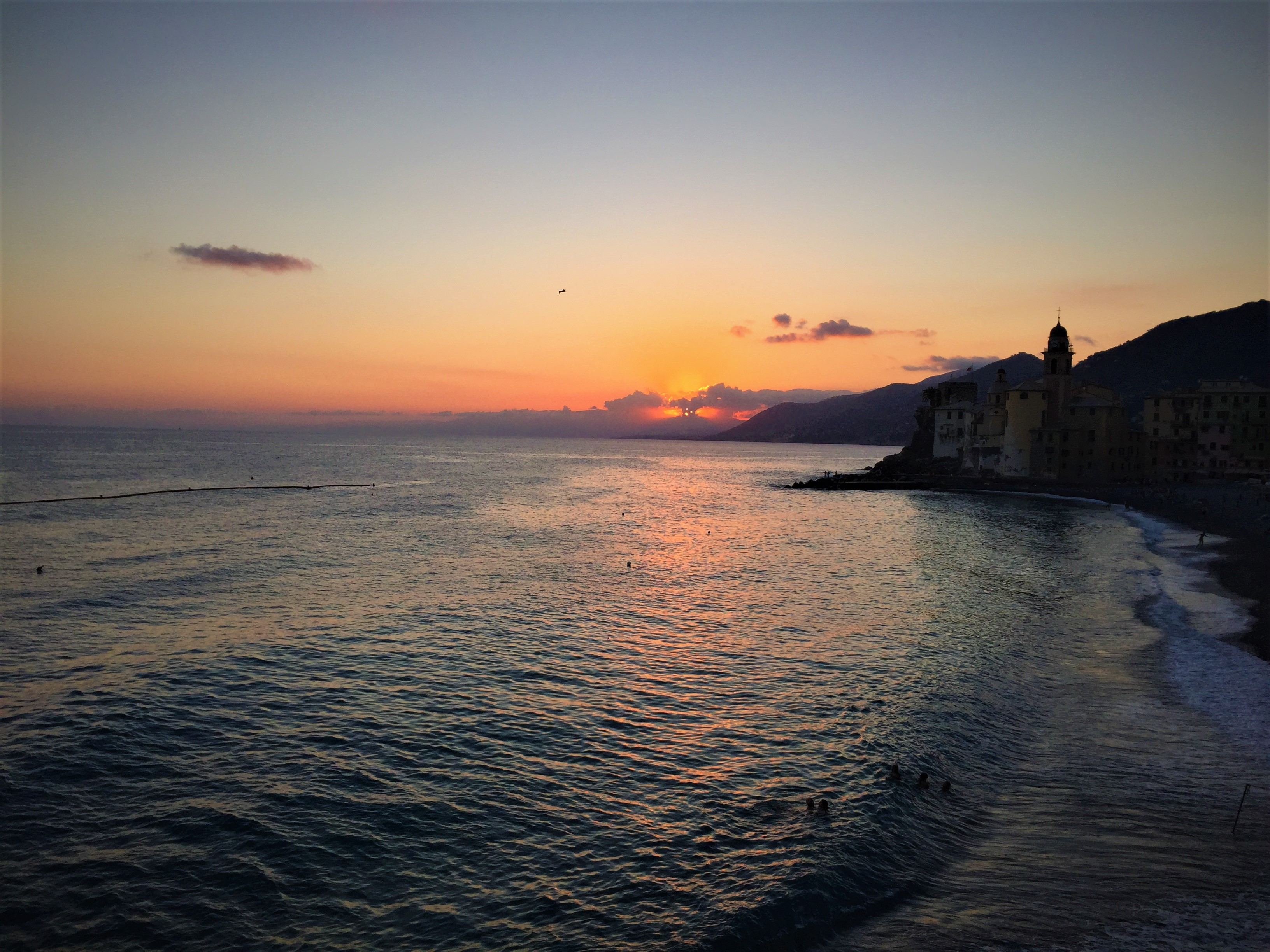
Camogli al tramonto

Il toponimo Camogli è sicuramente di origine antica, ma dall'etimologia incerta e diverse sono le correnti di pensiero sul significato della parola stessa. Numerosi studiosi fanno derivare il vocabolo da Camulo o Camulio, nome attribuito alla divinità Marte dai Sabini ed Etruschi, oppure da Camolio, divinità gallo-celtica. Altri studi ritengono che la parola sia di origine greco-ligure e che significhi "terra in basso" da "cam" (in basso) e "gi" (terra). Questa traduzione coinciderebbe con la caratteristica topografica del borgo, a valle rispetto alla Rua (Ruta).
Gli studiosi attuali forse erroneamente non ammettono più invece la teoria dello storico dell'Ottocento, il marchese Serra, secondo il quale Camogli si identificava con la lontana Casmona fondata dai Liguri Casmonati. In effetti la teoria della presunta lontananza di Casmona naufraga dinnanzi alle confutazioni che trovano Casmona indicante l'isola su cui sorge ancora oggi il castello della Dragonara (con la pedissequa denominazione di Casmonati assunta dagli abitanti del luogo intorno al 1200), e Ricina come denominazione della vicina cittadina di Recco.
Ci sono poi le suggestive ma del tutto fantasiose derivazioni dal genovese, che fanno derivare la parola Camogli (Camoggi, in genovese) da "casa delle mogli" (pur essendo "moglie" mogê in genovese), le quali rimanevano a casa da sole aspettando il ritorno dei mariti imbarcati, o da Cà a muggi ovvero "case a mucchi", per la particolare disposizione delle case.

## Storia
Il borgo di Camogli ha origini preistoriche: lo testimonia un insediamento, individuate durante le campagne di scavo succedutesi dal 1969 al 1977 nei pressi del Castellaro lungo il rio Gentile, strutturato su terrazzamenti artificiali dove sono visibili almeno due capanne rispettivamente datate, in base al materiale ceramico, al XVI e XIII secolo a.C. Nella stessa zona sono stati ritrovati reperti romani del II secolo a.C.
Testimonianze del V secolo d.C. raccontano dell'esistenza di una chiesa parrocchiale nell'area adiacente al porto. È infatti in questi secoli che si ipotizza il trasferimento dell'insediamento abitativo dal Castellaro alla zona in cui si trova il centro cittadino localizzabile a Priaro e nei pressi dell'attuale porto.
Nel 641 Camogli subì un saccheggio ad opera dei Longobardi. In quell'anno il re Rotari mise a ferro e fuoco quasi tutti i borghi liguri e in particolar modo quelli costieri, Genova compresa, annettendo ai territori longobardi la fascia costiera ligure, sino a quel momento sotto la dominazione bizantina. Un secolo più tardi, nel 774, i Longobardi, che avevano dominato la Liguria lasciando proprie vestigia, furono scacciati da Carlo Magno che, verso la fine dell'VIII secolo divise il territorio in contee; in seguito, nel X secolo, con la creazione delle marche da parte dei Franchi, la riviera di levante fu compresa nella marca obertenga della Liguria orientale.
Già sotto il dominio dei vescovi di Milano, intorno all'anno 1000, cominciò a formarsi la "Camogli costiera e marinara" con citazioni nei testi dell'epoca dove compare con il nome di Vila Camuli; ed è dal Medioevo in poi che compare maggiormente nella storia genovese. Nel XII secolo fu eretto il castello della Dragonara, posto a difesa del borgo marinaro, che venne assalito e distrutto da Gian Galeazzo Visconti e Nicolò Fieschi nel 1366 e successivamente anche dal Ducato di Milano nel 1438.
Dal XVI secolo si unì più strettamente a Genova e alla sua repubblica, specie per le continue scorrerie dell'ammiraglio turco Dragut, che provvedette alle sue fortificazioni e al consolidamento del porticciolo, quest'ultimo completato nel 1624 con la costruzione del molo. Durante la dominazione genovese, e fino alla sua caduta nel 1797, fece parte del capitaneato di Recco.

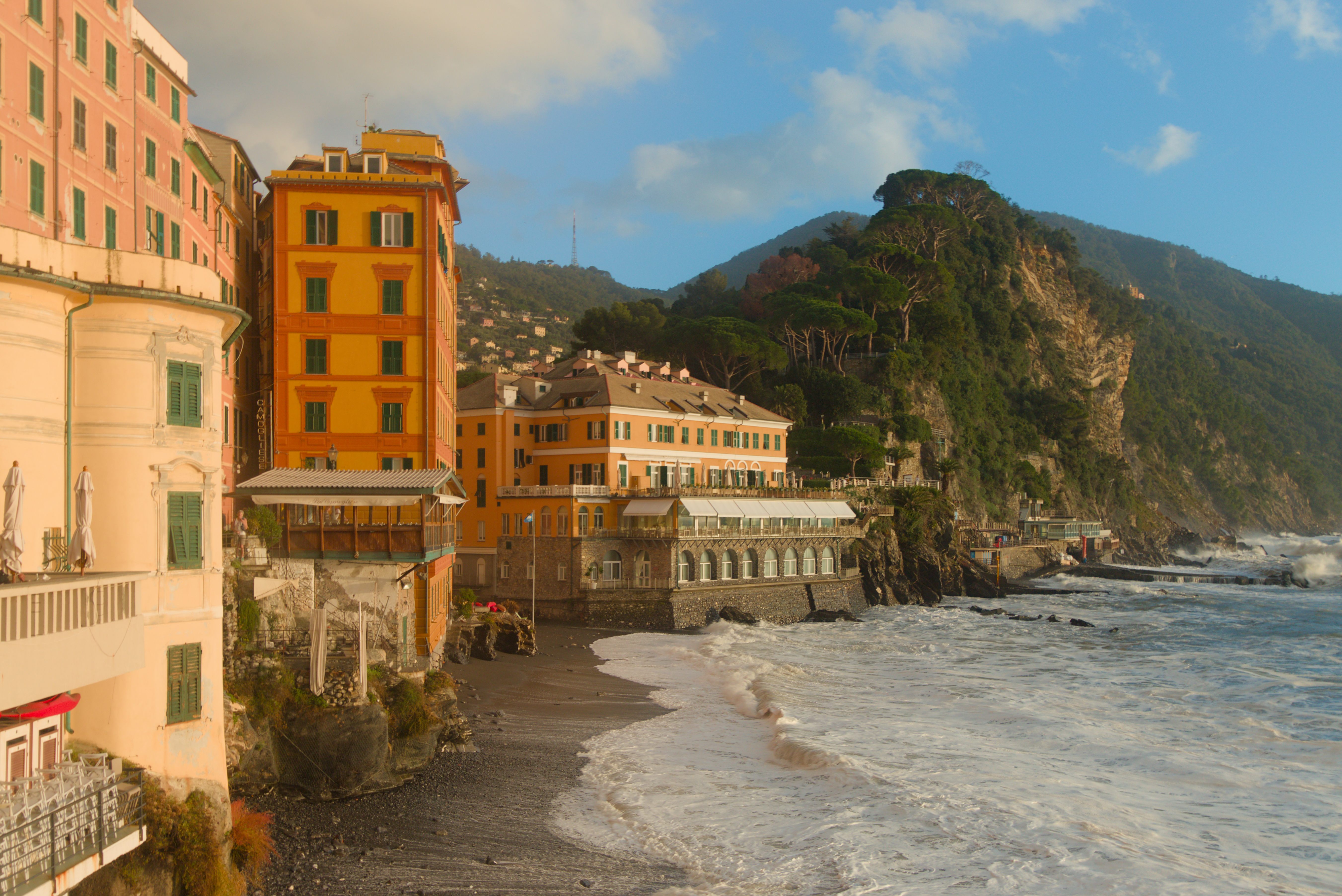
Scorcio panoramico con, sulla destra, la collina del Castellaro

Come i territori della repubblica genovese anche Camogli fu interessata dalla dominazione napoleonica di fine Settecento che inserì il borgo marinaro, il 2 dicembre, nel dipartimento del Golfo del Tigullio, con capoluogo Rapallo, all'interno della Repubblica Ligure. Dal 28 aprile del 1798 con i nuovi ordinamenti francesi, fu elevata al titolo di capoluogo del II cantone della giurisdizione della Frutta. Proprio in questo periodo storico la disfatta navale della battaglia navale di Abukir, nella quale la flotta ligure guidata da Napoleone Bonaparte viene annientata dalla marineria inglese, portò all'investimento di massicci capitali degli armatori camogliesi nella costruzione di velieri mercantili, con richieste e appalti dai maggiori stati europei. Gli affari dei cantieri navali e nel più vario settore marinaro favoriranno un considerevole aumento dell'economia e degli scambi commerciali, con il conseguente sviluppo urbanistico del borgo, che in questa fase raggiunse il suo massimo storico.
Dal 1803 fu uno dei centri principali del VI cantone della Frutta, nella giurisdizione del Centro, che ebbe per capoluogo la vicina Recco. Annesso al Primo Impero francese dal 13 giugno 1805 al 1814 venne inserito nel dipartimento di Genova.
Con la caduta di Napoleone, nel 1814, fu inglobato nel Regno di Sardegna, così come stabilì il congresso di Vienna del 1815, e successivamente nel Regno d'Italia dal 1861. Dal 1859 al 1926 il territorio fu compreso nel VI mandamento di Recco del circondario di Genova dell'allora Provincia di Genova.
Già nel 1856 la sua flotta è composta da 580 imbarcazioni iscritte alla Mutua Assicurazione Marittima Camogliese, fondata nel 1852 dal locale Nicolò Schiaffino, unica al mondo e composta da un armamento doppio di quello del compartimento marittimo di Amburgo, la quale restò attiva fino al 1888. Con l'avvento della navigazione a vapore le attività tradizionali marinare camogliesi vengono, nel tempo, sostituite dal turismo.

### Simboli
Stemma
Gonfalone
Bandiera
Lo stemma comunale di Camogli è rappresentato con la raffigurazione centrale di una imbarcazione a tre vele latine, elemento atto a ricordare l'importante legame tra il borgo marinaro e l'attività nautica e di pesca. La torre sullo scoglio raffigurerebbe una versione stilizzata del castello della Dragonara, mentre la stella d'oro raggiante simboleggerebbe la forte devozione mariana verso la Madonna del Boschetto, patrona di Camogli, con la celebre festività della Stella Maris.
Lo stemma comunale ed il titolo di Città sono stati concessi con il regio decreto del 3 maggio 1877.

## Monumenti e luoghi d'interesse

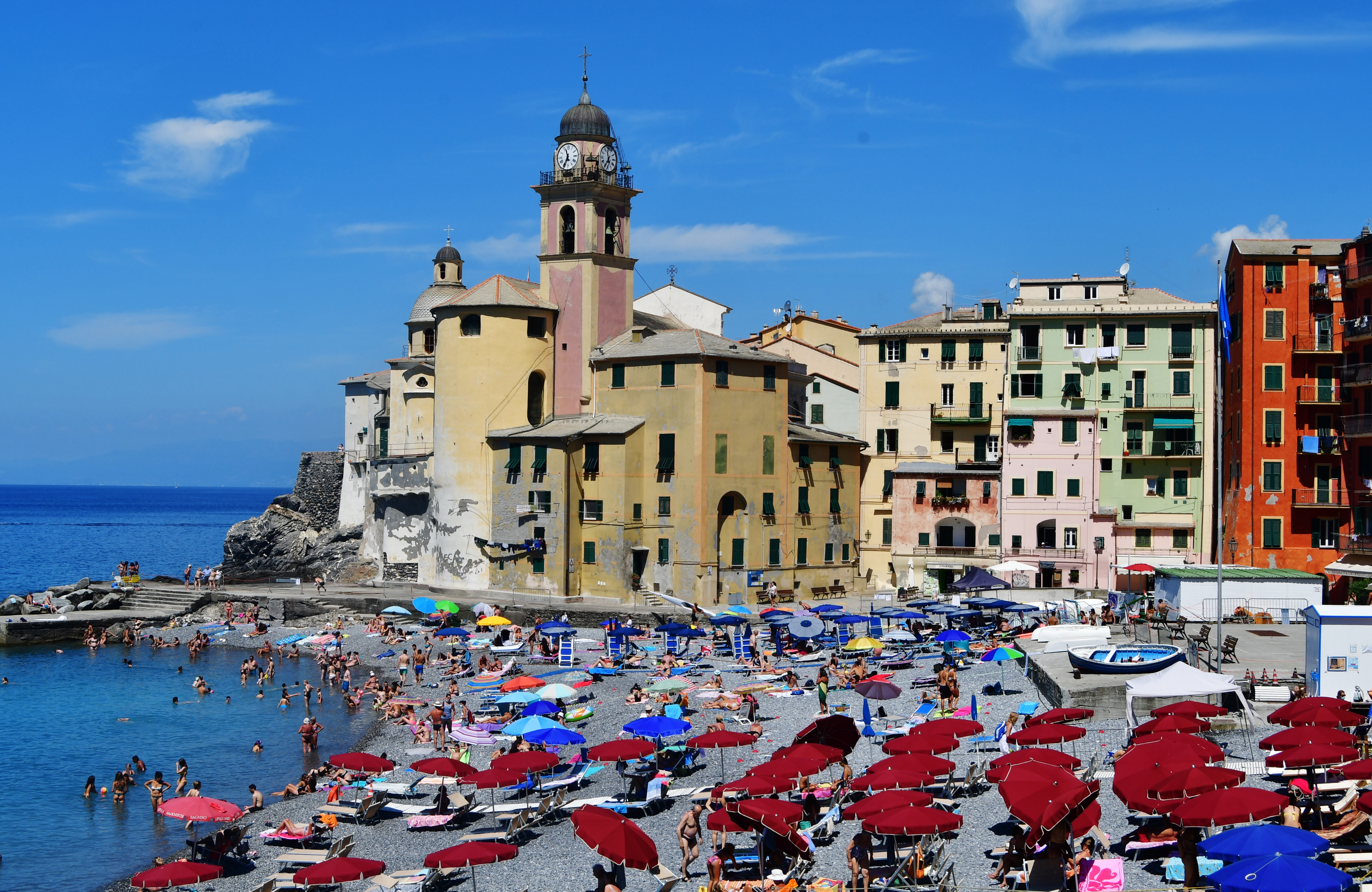
La basilica di Santa Maria Assunta

### Architetture religiose
- Basilica Minore di Santa Maria Assunta nel capoluogo. Affacciata sul sottostante porticciolo, la parrocchiale del borgo si erge su quello che era l'antico insediamento dell'Isola, apparendo quasi decentrata rispetto al nucleo degli alti edifici policromi. Costruita nel XII secolo subì nel corso dei secoli numerose ristrutturazioni e ampliamenti, presentandosi attualmente con facciata neoclassica e un interno a tre navate. In un'urna sono conservate le spoglie di san Fortunato.
- Oratorio di San Prospero e Santa Caterina nel capoluogo, edificato nel 1420.
- Monastero di San Prospero nel capoluogo. Edificato dai monaci Benedettini della congregazione di Santa Maria di Monte Oliveto Maggiore di Siena, il complesso fu aperto al culto dal 2 luglio 1883.
- Cappella vecchia di Sant'Anna nei pressi del monastero di San Prospero, risulta allo stato di rudere. Sopra al portale d'ingresso della chiesa è ubicata, in una nicchia, una statua di sant'Anna.
- Cappella nuova di Sant'Anna nei pressi del monastero di San Prospero. Eretta probabilmente nel corso del Seicento.

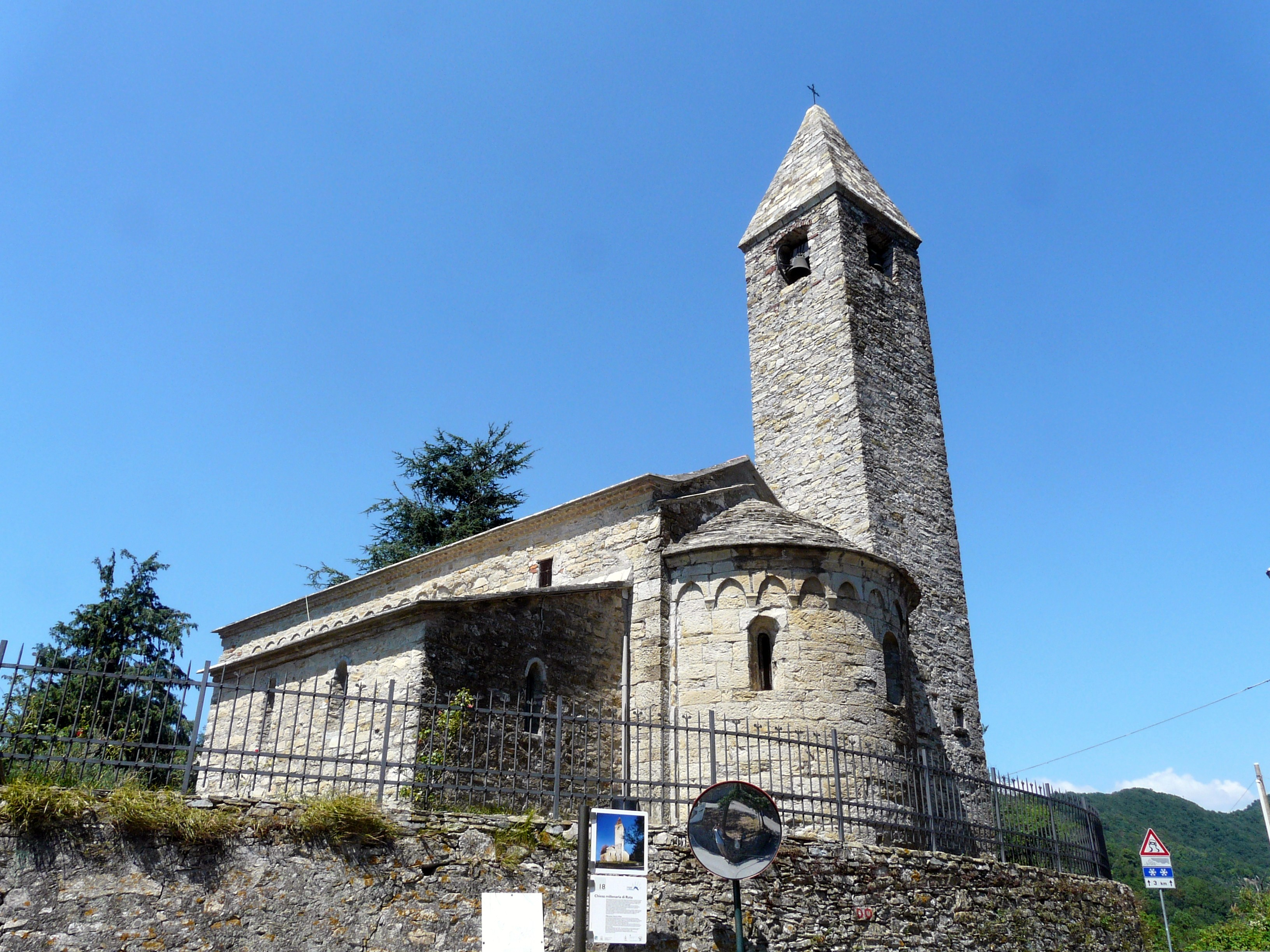
La chiesa Millenaria a Ruta

- La chiesa Millenaria a RutaSantuario di Nostra Signora del Boschetto nella località di Boschetto, eretto tra il 1612 e il 1631.
- Chiesa parrocchiale di San Michele Arcangelo nella frazione di Ruta.
- Chiesa Millenaria nella frazione di Ruta, del XIII secolo.
- Oratorio della Santissima Annunziata nella frazione di Ruta, del XVII secolo.
- Abbazia di San Fruttuoso di Capodimonte nella baia di San Fruttuoso, complesso edificato tra i secoli X e XI.
- Chiesa parrocchiale di San Rocco nella frazione di San Rocco con vista panoramica sul Golfo Paradiso. Edificata nel 1863 sul luogo di una preesistente cappella del XV secolo, già dedicata a san Rocco, conserva al suo interno un monumentale cornicione marmoreo di Bernardo Schiaffino che racchiude il dipinto Madonna della Salute di Carlo Dolci.
- Chiesa di San Nicolò di Capodimonte del XII secolo, situata lungo il sentiero che conduce dalla chiesa parrocchiale di San Rocco alla celebre Punta Chiappa. La chiesa romanica fu fondata, secondo la tradizione, nel XII secolo dai monaci di San Rufo nei pressi di una già presente cappella intitolata a san Romolo del 345. Abbandonata dal XV secolo per le frequenti incursioni dei corsari barbareschi e trasformata in abitazione civile dopo l'editto napoleonico, fu nuovamente riaperta al culto religioso dal 1870. Tra le tracce di affreschi vi è la raffigurazione di una Madonna che protegge un'imbarcazione, la Stella Maris, ripresa nel mosaico di Punta Chiappa e oggetto di venerazione durante le omonime festività religiose.

### Architetture civili
- Palazzo comunale del XIX secolo.

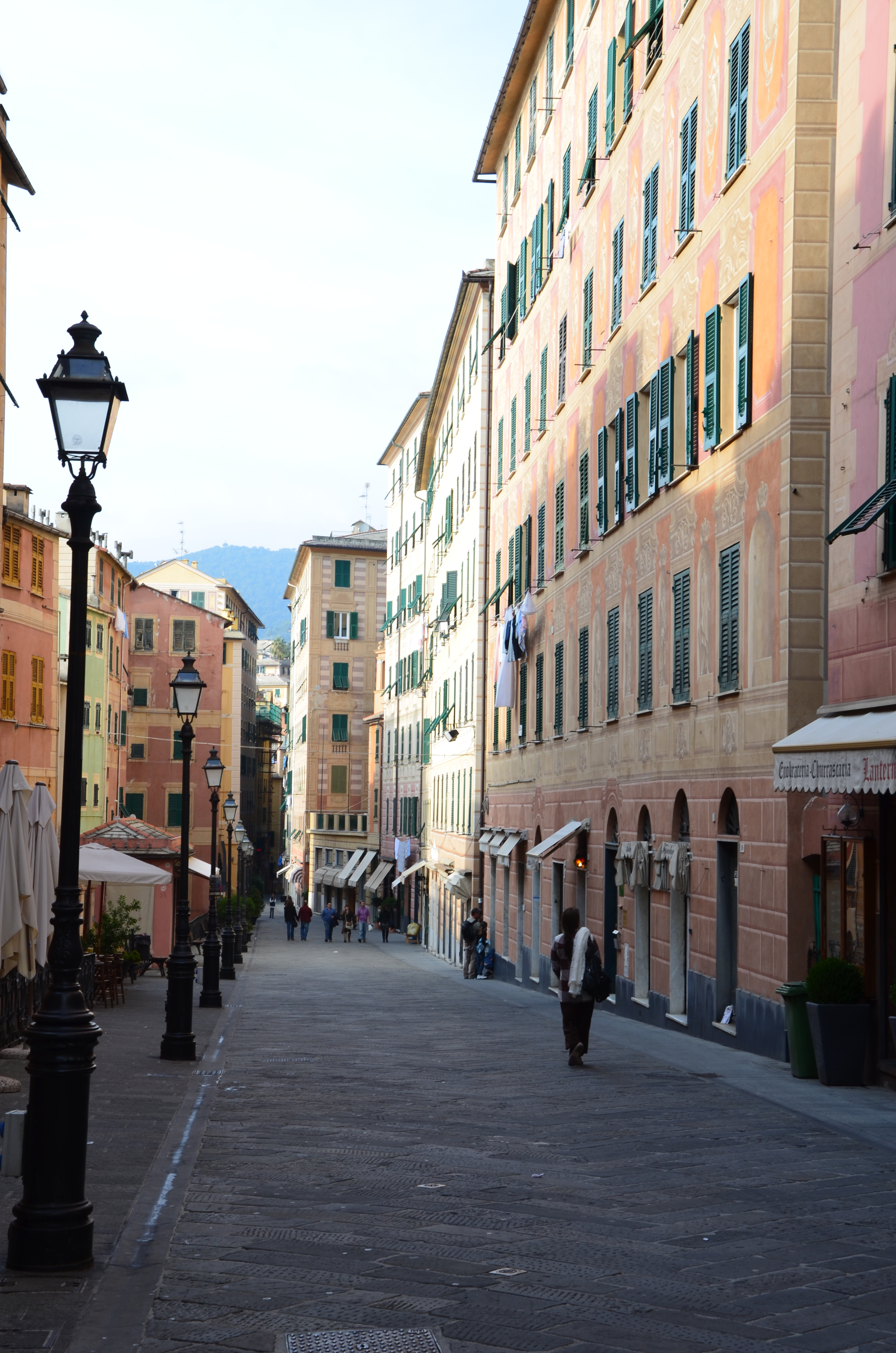
Via della Repubblica, nel centro storico camogliese

- Teatro Sociale, edificato dagli architetti Nicolò e Salvatore Bruno e aperto al pubblico dal 30 settembre 1876 con la messa in scena di un'opera di Giuseppe Verdi. La struttura, sita nelle immediate vicinanze della stazione ferroviaria, fu ristrutturata nel 1933 da Raffaele Bruno. Tra il 2010 e il 2016, dopo lo stanziamento nel 2009 di fondi privati e pubblici (tra questi gli enti municipali di Camogli e Recco e l'allora Provincia di Genova), il sito ha visto una nuova opera di restauro e recupero dell'intera struttura.
- Palazzata di Camogli, cortina ottocentesca di palazzi, molto sviluppati in altezza e colorati con tinte vivaci, sita sulla passeggiata a mare (via Garibaldi, antico "caruggio drito"). La passeggiata fu realizzata nel 1914, demolendo un'analoga palazzata che sorgeva sul lato a mare del "caruggio drito".[10][11]
- Casa natale di Simone Schiaffino, nel capoluogo.
- Palazzo Tassara, nel capoluogo, costruzione del XVII e XVIII secolo con annessa cappella.
- Villa Gentile-Tassara nel capoluogo, del XX secolo e oggi sede di una struttura ricettiva alberghiera ("Cenobio dei Dogi").
- Villa Schiaffino De Stefani, nel capoluogo, edificata nel corso del XVII secolo.
- Casa di riposo per la gente di mare "Giovanni Bettolo" nel capoluogo, conosciuta anche con l'appellativo de "Casa dei marinai", voluta dall'avvocato Lorenzo Bozzo nel 1918 e portata avanti dal Comune di Camogli con voto unanime nella seduta consiliare dell'ottobre 1919 e nonché da singoli cittadini. L'edificio, edificato nel terreno del vecchio cimitero locale, fu progettato dall'ingegnere Carlo Montano e realizzato tra il 1930 e il 1931. All'inaugurazione, il 1° agosto 1931, parteciparono i sovrani d'Italia. Inizialmente gestita dalla costituita Opera Pia Giovanni Bettolo, dal 1934 fu presa in carico dall'Istituto nazionale della previdenza sociale.
- Ex ospedale dei Santi Prospero e Caterina, nel capoluogo, la cui struttura primaria è risalente all'Ottocento alla quale fu aggiunto negli anni cinquanta del Novecento un adiacente corpo in cemento armato. L'edificio è in disuso.

### Architetture militari

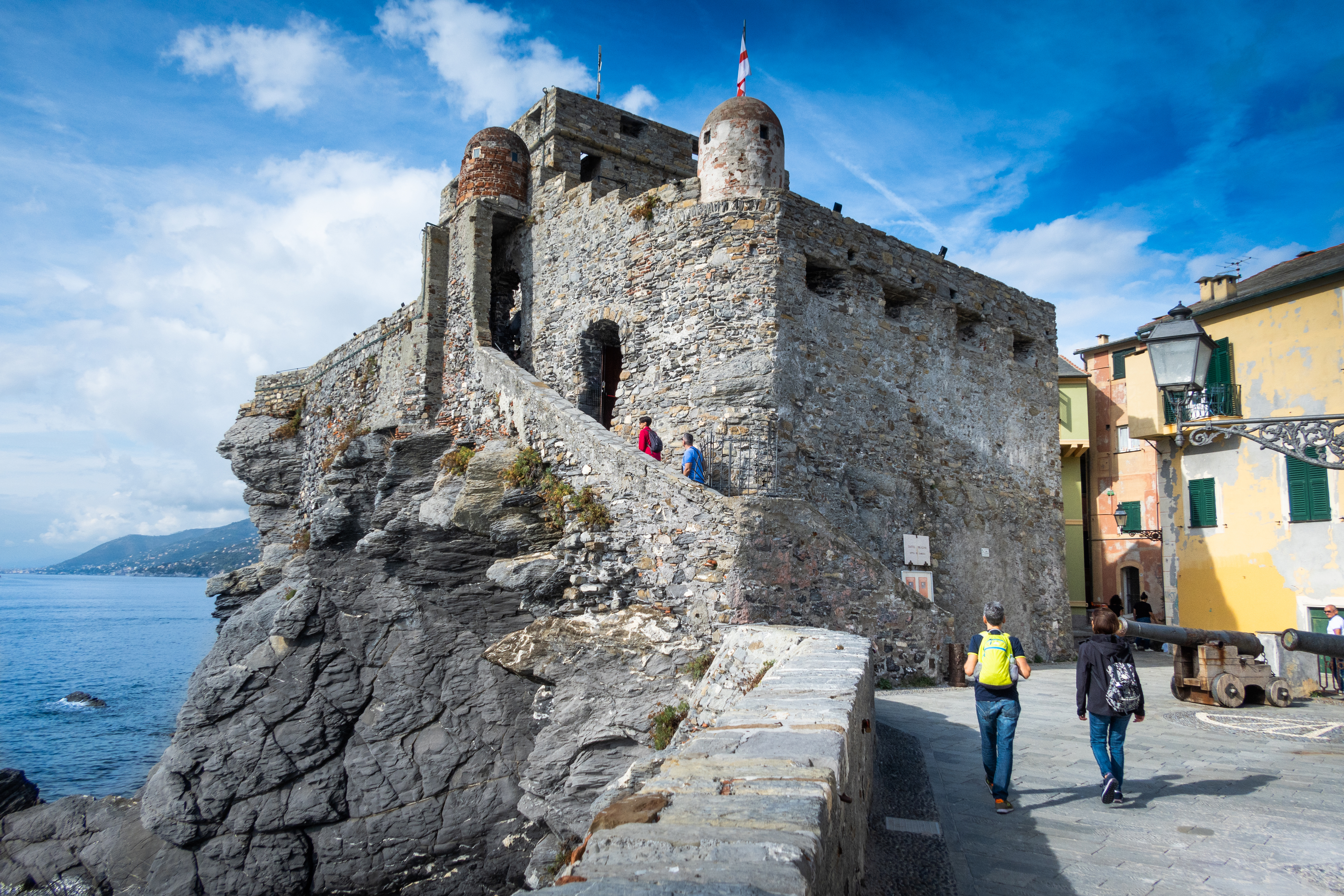
Il castello della Dragonara

- Castello della Dragonara o Castel Dragone. Di origine medievale, fu eretto nel XII secolo in posizione elevata rispetto alla vicina basilica di Santa Maria Assunta. Qui i camogliesi si ritrovavano per eleggere i loro rappresentanti o si ritiravano in momenti di pericolo, all'interno delle mura. Fu assalito e distrutto da Gian Galeazzo Visconti e Nicolò Fieschi nel 1366 e, dopo essere stato ricostruito, anche dal Ducato di Milano nel 1438. Nel XVI secolo venne ancora adibito a prigione. Attualmente è sede di mostre ed eventi culturali dopo essere stato, fino al 1999, sede dell'Acquario Tirrenico.
- Batteria di Punta Chiappa, complesso difensivo della 202ª batteria costiera del Regio Esercito, costruito verso la fine degli anni trenta del Novecento sul versante occidentale della penisola di Portofino concepita come sistema antinave a protezione del levante del Golfo di Genova. Insieme alle batterie di Arenzano, Monte Moro e Pegli faceva parte del sistema difensivo di Genova durante la seconda guerra mondiale.

### Aree naturali

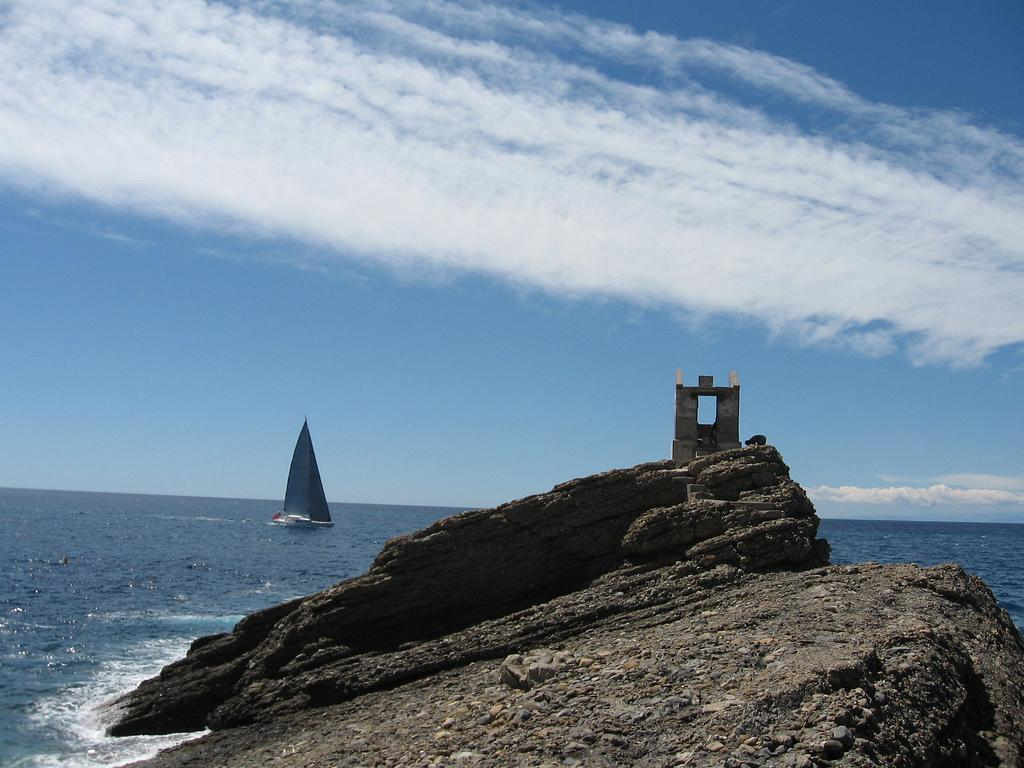
Lo scoglio di Punta Chiappa

Da Camogli partono numerosi sentieri per escursioni nei dintorni, in particolare nel promontorio di Portofino. In un'ora di cammino, passando per la frazione di San Rocco si può raggiungere la vetta del monte Portofino per godere della vista del golfo di Genova. Sempre da San Rocco, si può scendere verso Porto Pidocchio, minuscolo porticciolo presso Punta Chiappa, lingua di pietra sul mare, meta di turisti durante tutto l'anno.
Dalla piccola spiaggia della baia di San Fruttuoso si può seguire un percorso per escursionisti esperti che passa a strapiombo sul mare, con passaggi spettacolari, e porta a San Rocco passando presso le batterie di Punta Chiappa, dove il Regio Esercito edificò le casematte della "202.ma batteria di artiglieria costiera", che dopo l'8 settembre 1943 furono occupate dalla Wehrmacht.
Altri luoghi di interesse o adatti per il trekking sono Semaforo Nuovo e Semaforo Vecchio, edifici dismessi dalla Marina Militare, da dove partono diversi sentieri lungo tutto il promontorio.
Nel territorio comunale di Camogli è presente e preservato un sito di interesse comunitario, proposto dalla rete Natura 2000 della Liguria, per il suo particolare interesse naturale e geologico. Il sito è collocato tra i fondali dei comuni di Camogli, Portofino e Santa Margherita Ligure dove è segnalato un particolare habitat formato da praterie di posidonia oceanica, formazioni coralline e grotte semi oscure. Tra le specie animali sono presenti i pesci Epinephelus marginatus, Gobius luteus, Sciaena umbra, Sciaena mediterraneus, Sciaena ocellatus, Thalassoma pavo; le gorgonie Paramuricea clavata ed Eunicella verrucosa; i poriferi Spongia agaricina e Spongia officinalis; il mollusco Spondylus gaederopus e il corallo rosso Corallium rubrum..

## Società

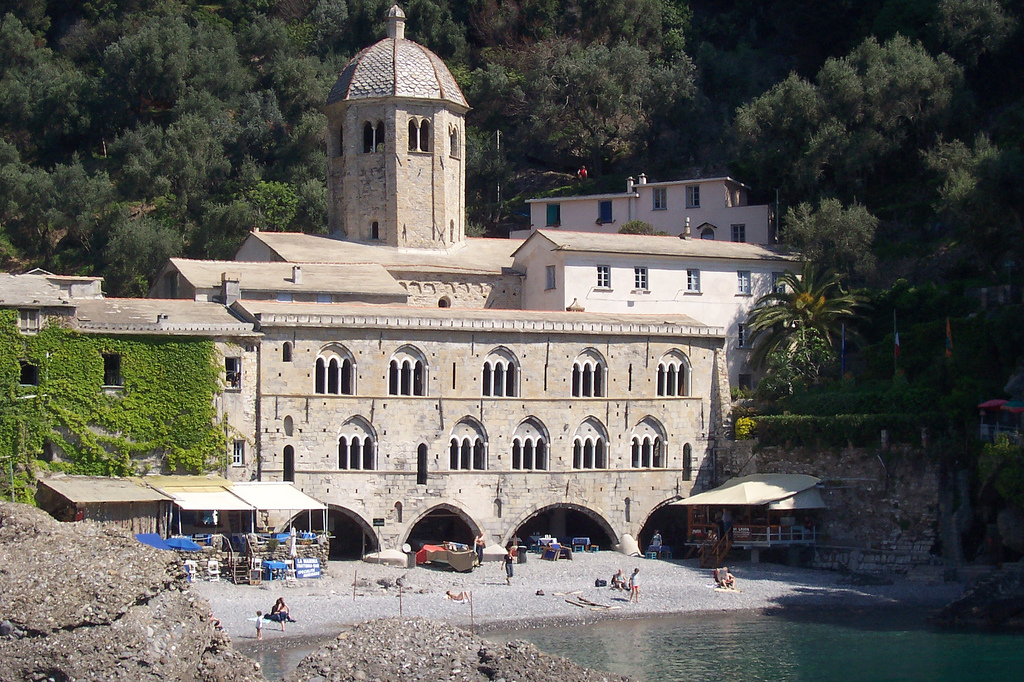
Il complesso monumentale dell'abbazia di San Fruttuoso nell'omonima baia

### Evoluzione demografica
Abitanti censiti

### Etnie e minoranze straniere
Secondo i dati Istat al 31 dicembre 2022, i cittadini stranieri residenti a Camogli sono 279, così suddivisi per nazionalità, elencando per le presenze più significative:
1. Romania, 42
2. Ecuador, 26
3. Nigeria, 20

### Religione

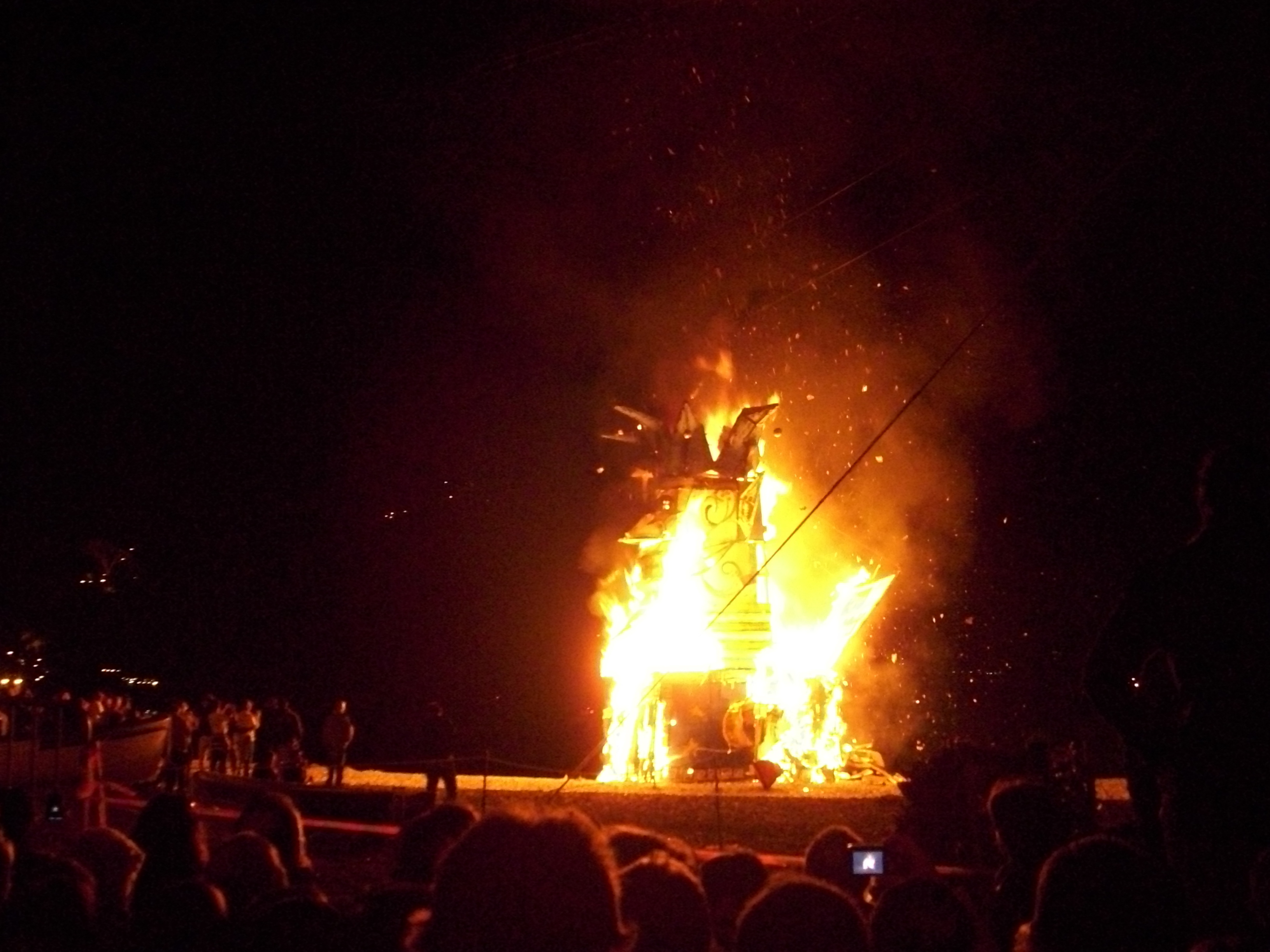
Uno dei falò che si svolgono per la festa di san Fortunato, il giorno precedente alla sagra del pesce.

#### Santi patroni e patronesse
Patroni di Camogli sono la Madonna del Boschetto, san Prospero e san Fortunato. La festa della Madonna del Boschetto si celebra il 2 luglio per commemorare l'apparizione che, in tale data, nel 1518 ebbe Angiola Schiaffino nel luogo ove oggi sorge il santuario dedicato alla Vergine. La festa di san Prospero si celebra il 31 agosto per commemorare il santo vescovo di Tarragona che nel 409, di ritorno da una visita papale, si sdraiò per riposare sulla Via Romana sopra Camogli e rese l'anima a Dio.
San Fortunato, un legionario romano convertito al Cristianesimo ed ucciso nel circo dai suoi stessi commilitoni, la cui salma arrivò a Camogli nel 1710 dietro le pressioni del parroco camogliese Padre Pellegrino De Negri che era confessore del papa Clemente XI, è festeggiato la seconda domenica di maggio.

## Cultura

### Istruzione

#### Biblioteche
- Biblioteca civica "Nicolò Cuneo". La biblioteca conserva oltre quarantamila volumi, di cui la sezione più documentata è prettamente storica, lascito del concittadino Nicolò Cuneo, con un'ampia raccolta riguardante il periodo napoleonico e risorgimentale.
- Biblioteca del monastero di San Prospero, fondata nel 1883.[16]
- Biblioteca "La Millenaria" a Ruta di Camogli. La biblioteca contiene una ricca sezione per bambini e ragazzi e una videoteca ben fornita.

#### Scuole

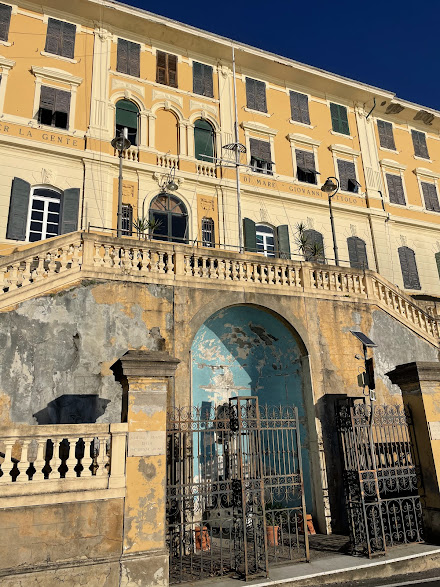
La Casa di riposo per la gente di mare "Giovanni Bettolo"

Camogli è sede dei seguenti istituti scolastici statali, inerenti al ciclo scolastico della scuola secondaria di secondo grado:
- Istituto Tecnico Nautico Statale "Cristoforo Colombo", unica sede nella città metropolitana di Genova dopo il capoluogo regionale;
- Istituto Professionale Statale per i Servizi Alberghieri e Ristorazione "Marco Polo", ex Istituto Padre Eugenio Barsanti. Per decenni l'Istituto P.E.Barsanti ha formato personale di bordo per la Marina mercantile italiana, con una sezione particolare per la formazione degli Ufficiali Radiotelegrafisti. Sodale al citato istituto era il Convitto Marconi, che ospitava gratuitamente (grazie anche all'interessamento di finanziatori privati, tra cui la famiglia di armatori Costa) ragazzi provenienti da famiglie disagiate di tutta Italia (Sardegna in particolare). Direttore del Convitto Marconi fu per anni Padre Mereu, sostituito negli ultimi anni di attività da don Ugo Bonincontri, ex cappellano di bordo.

#### Musei
Il Civico museo marinaro di Camogli fu ideato e fondato dal camogliese Gio Bono Ferrari nel 1937 e l'intera collezione marinara fu poi donata, nel 1938, al Comune di Camogli, attuale proprietario. Nel 1971 fu spostato nella sua sede attuale assieme al museo archeologico e alla biblioteca civica camogliese.
La nascita del museo civico archeologico fu possibile grazie alla collaborazione tra la Soprintendenza Archeologica della Liguria, il Centro Studi per la Storia Camogliese, l'Istituto per la Storia della Cultura Materiale di Genova e il Comune di Camogli. Inaugurato il 19 dicembre del 1981 e situato in una sala attigua al museo marinaro, raccoglie testimonianze e reperti dell'antico castellaro preistorico di Camogli risalente all'Età del ferro. Tra gli oggetti più antichi è conservata una piccola moneta in argento cisalpina databile tra il III e il II secolo a.C.

### Cucina

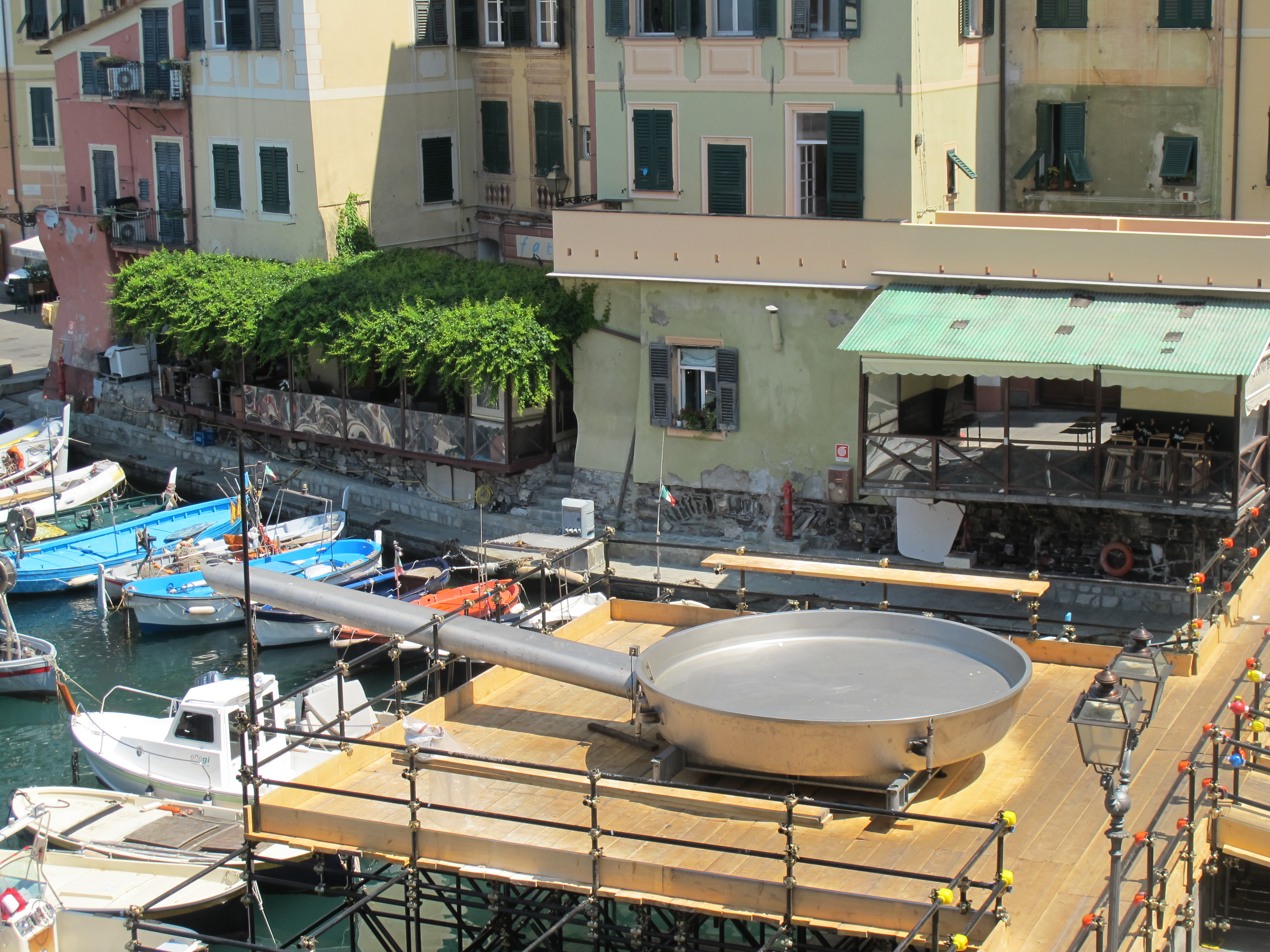
La padella che ogni anno si usa per cucinare il pesce durante la Sagra del Pesce

Camogli è famosa soprattutto per le sue acciughe, di qualità freschissima e ottime per le acciughe sotto sale e poi anche per il pesce pescato nella tonnara, storica postazione di pesca fissa che viene da secoli posata annualmente dai pescatori del posto. Nella tonnarella di Camogli non vengono più pescati tonni da decenni ma principalmente palamite, boniti e ricciole.
Altro piatto tipico di Camogli è la capponadda, a base di pomodori, tonno, acciughe, mosciamme, bottarga, origano, gallette essiccate, capperi, cipolle, aceto, olio e sale.
Oltre ai prodotti ittici che caratterizzano questo borgo, meritano una citazione i camogliesi al rhum: baci di cioccolato preparati con l'impiego del famoso liquore.

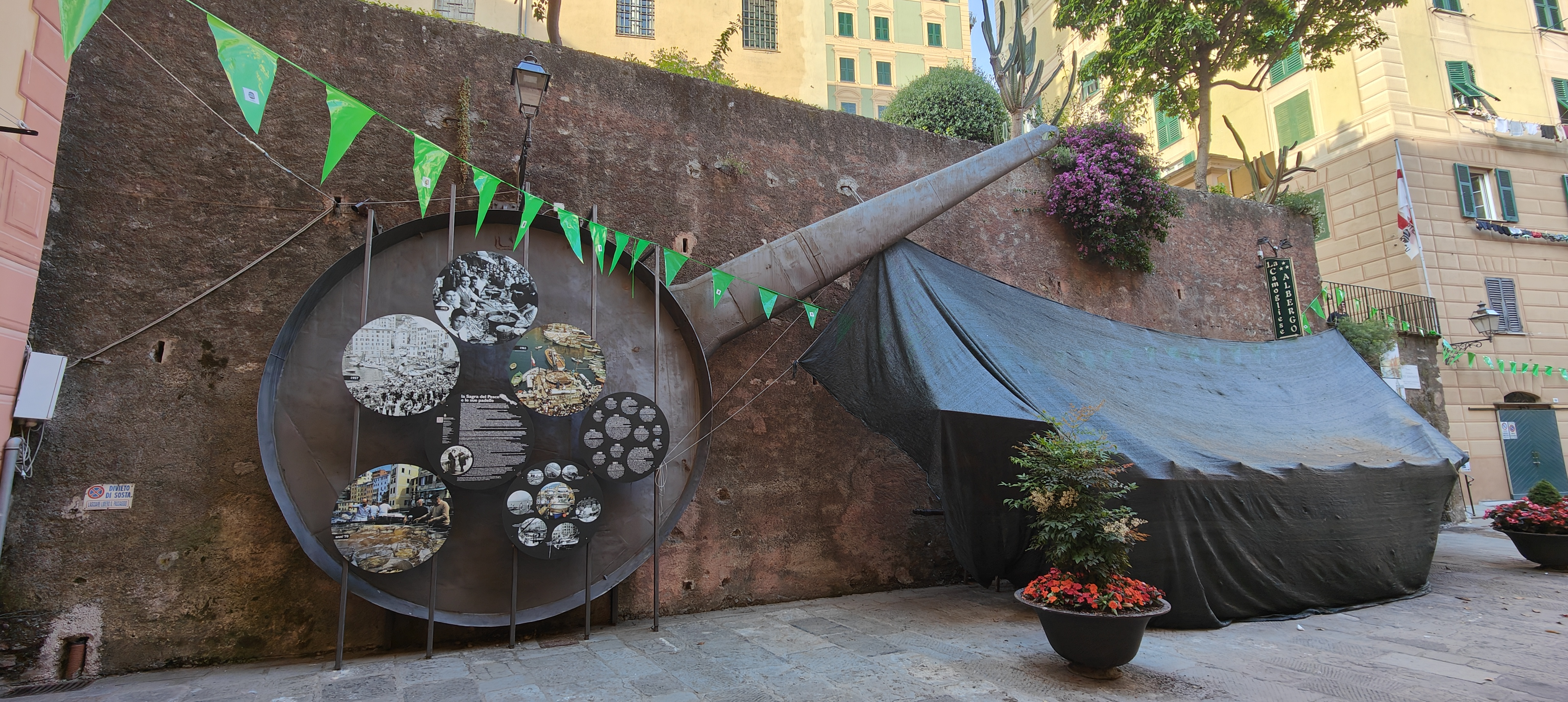
Il padellone quando non usato in via Garibaldi accanto il civico 60

### Tonnara
La tonnara è un metodo di pesca a reti fisse che risale al 1600. Quella di Camogli è una delle cinque tonnare rimaste in tutta Italia. La rete della tonnara è situata tra Camogli e Punta Chiappa, viene calata ad aprile e tolta tra fine agosto e inizio settembre. La tonnara è gestita dalla "Cooperativa Pescatori Camogli".

#### Origini
In passato la parola “tonnara” veniva associata esclusivamente alla pesca del tonno rosso detto “tonno di corsa”; mentre il termine “tonnarella” veniva associato alla cattura non solamente del tonno, ma anche di altri pesci di passaggio; perciò quella di Camogli dovrebbe essere chiamata “tonnarella”. Nonostante ciò, al giorno d'oggi, al termine tonnara e al termine tonnarella viene attribuito lo stesso significato.
Le prime notizie riguardanti la tonnara di Camogli risalgono al 1603, ma probabilmente è ancora più antica. La tonnara è stata in passato fonte di benessere per i cittadini di Camogli. Una parte del ricavato della pesca della tonnara veniva usato per migliorare le opere religiose e pubbliche della cittadina.

#### Punta Chiappa
Fino dai tempi antichi, la tonnara di Camogli viene calata a 400 metri da Punta Chiappa in direzione Camogli. Punta Chiappa è una lingua di roccia conglomerata nel monte di Portofino che si estende sul mare del promontorio di Portofino. Punta Chiappa fa parte del comune di Camogli, del Parco naturale regionale di Portofino e dell'Area marina protetta. Fulcro di attività legate alla pesca e al turismo, Punta Chiappa è un antico borgo di pescatori nel quale la pesca viene valorizzata attraverso il museo della Pesca, la tonnara e i ristoranti. Per raggiungere Punta Chiappa vi sono due modi: la si può raggiungere a piedi, seguendo il sentiero che parte dalla frazione di San Rocco passando per San Nicolò di Capodimonte, un piccolo borgo conosciuto per la chiesetta medievale e per la pavimentazione del piazzale costituito da risseu, ciottoli di mare, e via mare.
La costa è rocciosa costituita dal conglomerato del monte, il mare è limpido e profondo, infatti, in alcuni punti, può raggiungere la profondità di 50 metri. La parte a monte è costituita dalla macchia mediterranea; i differenti microclimi favoriscono la vegetazione composta particolarmente da pini marittimi, ulivi, lecci, roverelle, pini d’Aleppo, corbezzoli e mirto. La conformazione del fondale marino è costituita principalmente da massi e anfratti, creando un ambiente ideale per orate, occhiate, saraghi, murene, pagelli, ricciole e cernie. Le correnti marine favoriscono la crescita di gorgonie, una famiglia di coralli.

#### Tecniche e materiali
Le tonnare siciliane di Bonagia e di Favignana e quelle sarde di Carloforte e di Portoscuso sono molto più grandi di quella di Camogli, che si estende per 340 metri. La tonnarella rispetto alla tonnara ha dimensioni minori e una struttura più semplice. Ogni anno, durante la stagione invernale, le reti vengono lavorate e intrecciate a mano dai pescatori della Cooperativa Pescatori Camogli.
Una volta le reti erano ricavate intrecciando un'erba dalle foglie lunghe e sottili che cresceva sul monte di Portofino, la lisca (ampelodesmos tenax). La lisca veniva fatta essiccare e poi intrecciata a mano dai pescatori a San Fruttuoso per fare le reti.  A partire dagli anni sessanta del XX secolo la raccolta della lisca è stata proibita. Il materiale usato per lavorare le reti è stato sostituito con la fibra di cocco (Ajengo Superiore) proveniente dall’India. La scelta di questo materiale è dovuta al fatto che rende la tonnarella completamente biodegradabile, in modo tale che alla fine di ogni stagione di pesca, essa possa essere tagliata e abbandonata in mare senza costituire pericoli ambientali e in modo che possa diventare fonte di cibo per i pesci.
La rete più grande della tonnara è chiamata pedale o rete di sbarramento. Il pedale è lungo più di 340 metri ed è tessuto con la canapa. Il pedale viene fissata a terra ad uno scoglio e posizionata in mare in modo da chiudere il passaggio ai pesci e indirizzarli verso un recinto lungo di 210 metri a forma di parallelepipedo formato da due camere: la prima chiamata camera di raccolta e la seconda chiamata lea. La rete viene ormeggiata su un fondale profondo dai 10 ai 45 metri. Alla reti vengono fissati dei natelli di plastica bianca, ancore e pesi per tenerla ferma sul fondo del mare. Il pedale ha maglie molto ampie, che hanno la funzione di catturare pesci di medie e grosse dimensioni. Costituisce lo sbarramento che i pesci incontrano una volta trasportati dalla corrente vicino alla struttura attraverso cui accedono al corpo principale della tonnarella. Il corpo principale è formato da una camera di raccolta molto estesa e da una rete a sacco, chiamata lea, conosciuta anche come camera della morte. La camera della morte è l’unica parte della tonnare in fibra di nylon e non intrecciata a mano. La rete finita pesa oltre ai mille chili. I pescatori, che sono su una barca a remi chiamata vedetta, grazie all’aiuto di uno strumento detto specchio, riescono a monitorare gli spostamenti dei pesci all’interno della lea. Quando i pescatori ritengono che la rete sia piena, inizia la leva a mano, che ricorre tre volte al giorno dalla barca mobile, chiamata anche poltrona: di mattino presto, a mezzogiorno e di sera.  Il pesce viene poi caricato sulla barca fissa, chiamata asino. Questo sistema è molto efficace ed efficiente, consentendo ai pescatori di pescare palamite (Sarda Sarda), occhiate (Pagellus Centrodontus), ricciole (Seriola Dumerili), cavalle (Scomber Colias), tombarelli (Auxis thazard thazard), sugarelli (Trachurus trachurus), salpe (Sarpa salpa), boghe (Boops Boops), aguglie (Belone Belone) e alcune volte tonni (Thunnus).

#### La Cooperativa Pescatori Camogli

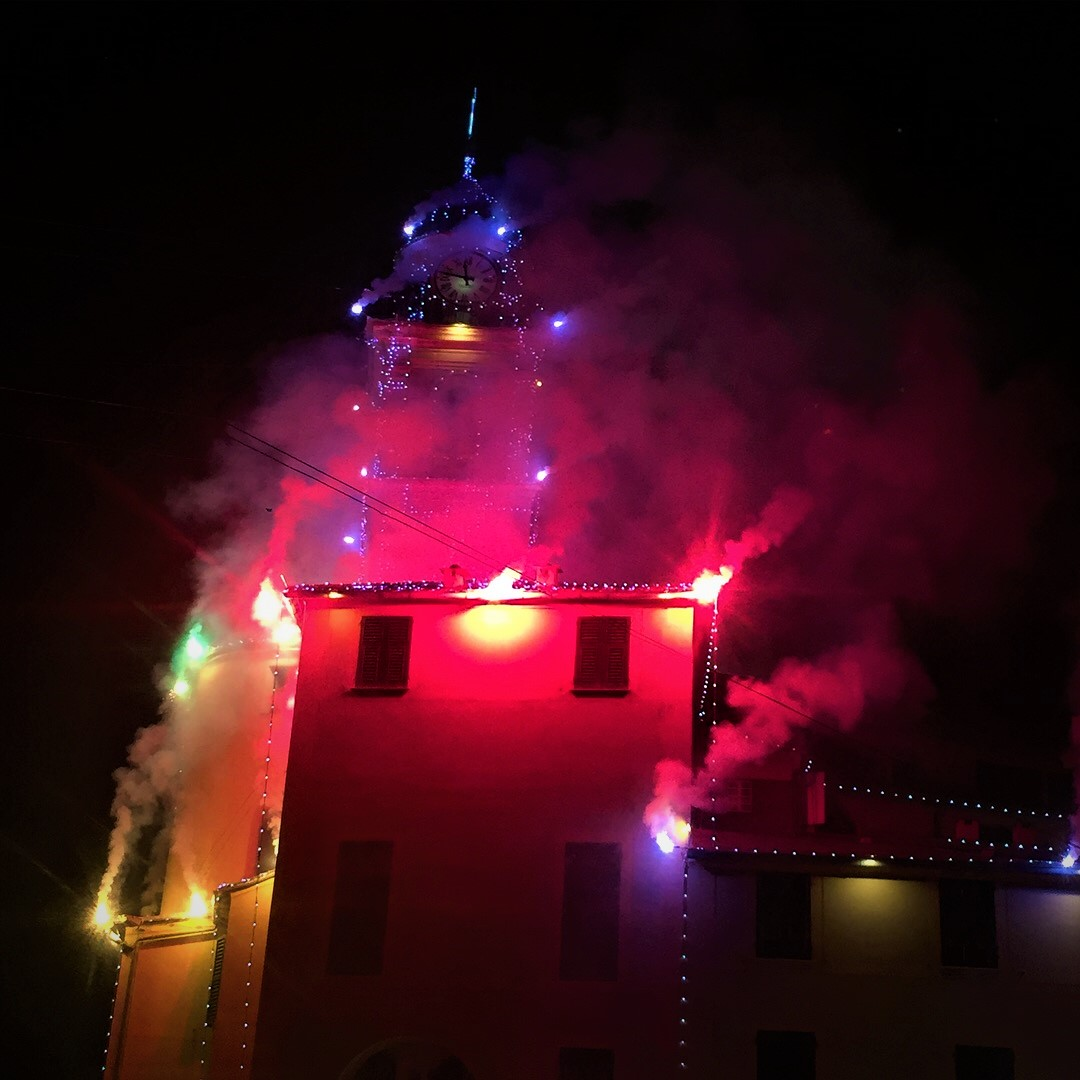
Festa di San Fortunato

La Cooperativa Pescatori Camogli è la più grande realtà di pesca che opera nelle acque dell’area marina Protetta di Portofino. La cooperativa, che gestisce la tonnarella di Camogli dal 1982, è stata fondata nel 1974 da Giovanni Arata, Romildo Pucci, Mario Mortola, Ugo Rossi, Simone Gambazza, Ettore Gambazza, Angelo Canevello e Prospero Gelosi. La cooperativa è costituita da 30 soci pescatori e 10 dipendenti che lavorano a terra. È munita di 33 barche da pesca, una tonnarella, 6 celle frigorifere, un laboratorio per lavorare le acciughe, una pescheria a Camogli, 2 macchine per produrre ghiaccio e 6 camion isotermici. La cooperativa Pescatori Camogli è nota per la lavorazione artigianale delle acciughe (Engraulis encrasicolus) sotto sale. Le acciughe appena pescate vengono portate in uno stabilimento di lavorazione situato a Ruta di Camogli, dove vengono lavorate e poi lasciate maturare. Le acciughe vengono confezionate in arbanelle per essere vendute.

### Eventi

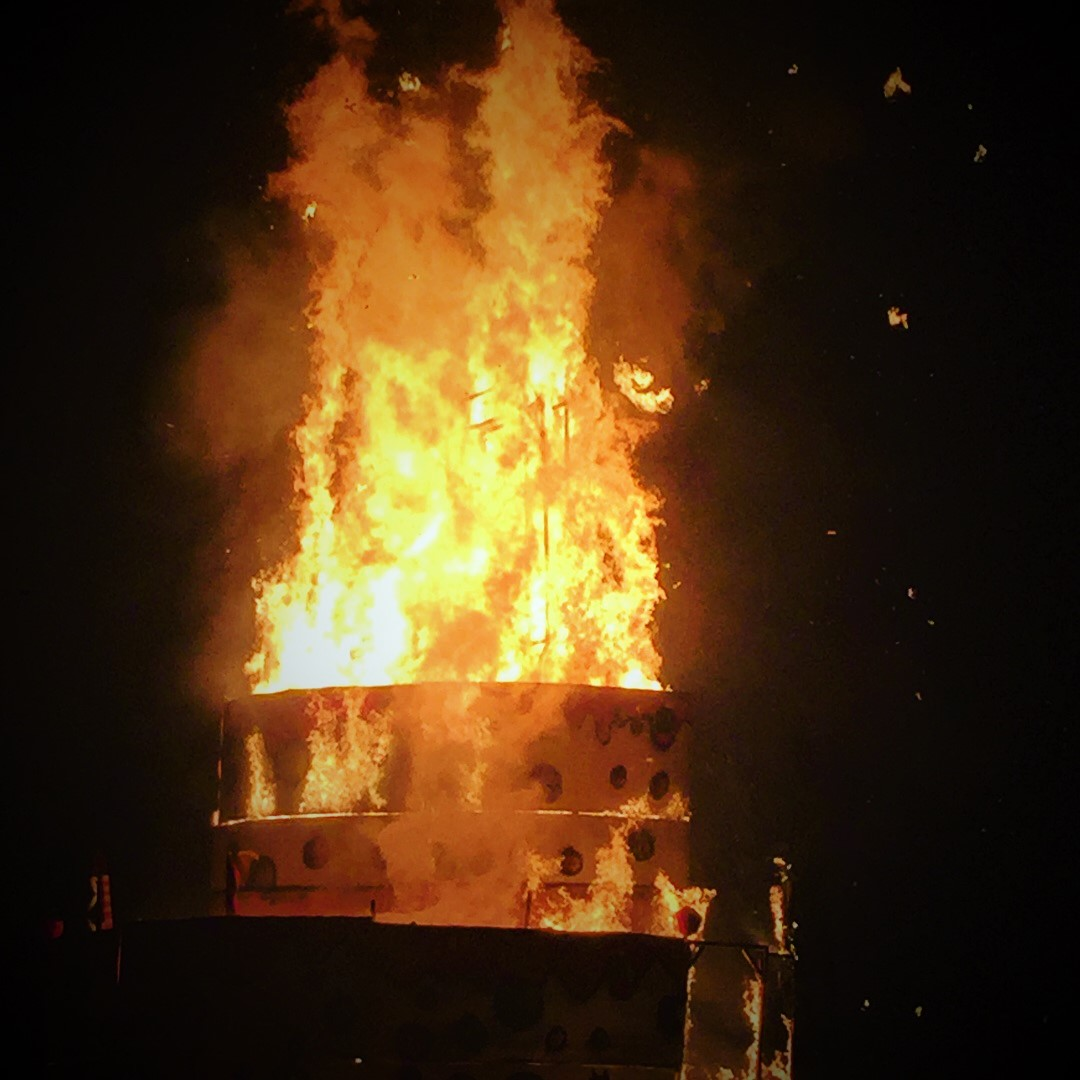
Falò

- Festa di san Fortunato, il giorno precedente alla sagra del Pesce durante la sera e la notte si svolge la festa. Una processione trasporta per il paese un'effigie del santo seguito dalla banda e dai fedeli, verso mezzanotte vengono sparati una serie di fuochi artificiali per diversi minuti e quando terminano viene dato fuoco a due enormi falò costruiti uno sulla spiaggia antistante alla basilica di Santa Maria Assunta e uno antistante alla Rotonda. I falò sono preparati dai quartieri del Porto e del Pinetto, che gareggiano a chi produce quello più spettacolare e duraturo.
- Sagra del pesce, la seconda domenica di maggio, si svolge dal 1952. Giornata dedicata alla frittura del pesce in un gigantesco padellone di acciaio inossidabile del diametro di 3,8 metri, un manico di 6 metri, 2,8 ton di peso e una capacità di 2000 litri. Il padellone è in uso dall'edizione del 1954 (prima erano usate delle padelle normali), in passato ne sono stati impiegati anche di dimensioni maggiori rispetto a quello attuale (nel 1960 ne fu introdotto uno di 5 metri di diametro), posto su impalcature che sorgono sui fondali del porticciolo, è diventato una delle attrazioni tipiche della città e uno dei principali richiami per i turisti.
- La "Stella Maris" viene celebrata la prima domenica d'agosto. La festa è dedicata ad una raffigurazione della Madonna come protettrice dei marinai - la Stella del Mare - un mosaico ritrovato nella chiesa di San Nicolò di Capodimonte, e che risalirebbe al 400. Alla mattina il colpo di cannone annuncia la partenza del Dragun,[29] che porta il parroco all'altare di Stella Maris situato sulla Punta Chiappa; il Dragun viene seguito dalle barche degli spettatori impavesate per l'occasione. La sera, quando fa buio, il Dragun e le piccole barche a remi (kayak e canoe) con una torcia legata a poppa seguono l'imbarcazione in fila davanti alla spiaggia, a volte facendo delle gare di velocità, mentre la gente dalla spiaggia mette in mare centinaia di lumini che illuminano il tratto d'acqua antistante.
- Il Festival della Comunicazione. Nato nel 2014 con la collaborazione di Umberto Eco,[30] si tiene con cadenza annuale e ospita intellettuali, artisti e personalità legate al mondo della comunicazione, come Corrado Augias, Federico Rampini, Roberto Benigni, Piero Angela e altri. Le presenze alla manifestazione sono salite nel corso degli anni, passando dalle 20 000 della prima edizione[31] alle 30 000 del 2017.[32]

## Geografia antropica
Il territorio comunale comprende le tre frazioni di Ruta, San Fruttuoso (celebre per l'omonima abbazia) e San Rocco; fanno altresì parte le località di Boschetto, Castagneto, Pissorella e San Prospero e gli agglomerati di Bana, San Giacomo, San Nicolò e Sant'Anna storicamente riconosciute dalla comunità e dallo statuto comunale per un totale di 10,07 km².
Confina a nord con i comuni di Recco e Rapallo, a sud ed ovest è bagnata dal mar Ligure e ad est con Santa Margherita Ligure e Portofino.

### Frazioni

#### Ruta
Distante dal centro urbano camogliese circa 3,5 km, accessibile tramite la strada provinciale 30 di Ruta e quindi la statale 1 Via Aurelia, è posta a 269 m sul livello del mare lungo il dorsale che divide i due versanti del promontorio. L'abitato è composto da ville e case sparse lungo il pendio fra uliveti.
La locale chiesa parrocchiale è dedicata a san Michele Arcangelo, costruita nel XVII secolo in sostituzione della preesistente chiesa millenaria romanica, quest'ultima parrocchiale di Ruta fino al 1627. Dall'antica chiesa dipartono vari sentieri lungo il crinale tra la valle del torrente Recco e il Tigullio. Nel 1886 a Ruta vi soggiornò lo scrittore e filosofo tedesco Friedrich Nietzsche.

#### San Fruttuoso

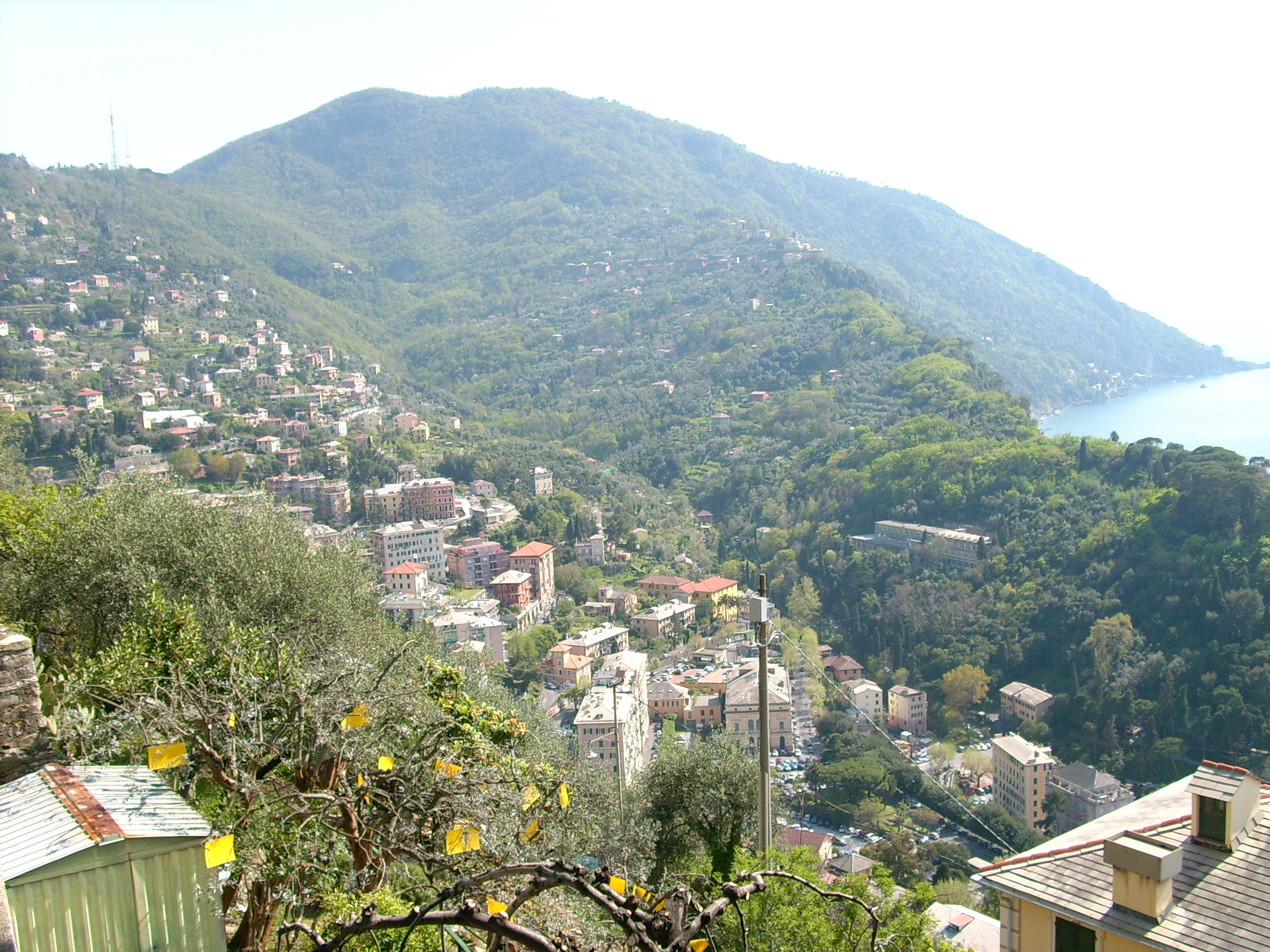
Panorama delle frazioni di Ruta e, sullo sfondo, di San Rocco.

La piccola frazione, racchiusa dall'omonima baia, è accessibile solamente da uno scosceso sentiero (2 ore e mezza circa) o con il servizio di un apposito battello via mare. Il piccolo borgo marinaro si è sviluppato attorno al monumentale complesso dell'abbazia di San Fruttuoso di Capodimonte.
L'insediamento è costituito da due principali nuclei, dominati dalla torre cinquecentesca della famiglia Doria, che si crearono, ad est, al posto di un antico mulino e ad ovest a ridosso di una spiaggia che si accentuò dopo l'alluvione del 1915 che distrusse, in parte, alcune abitazioni dei pescatori e creò gravi danni all'abbazia. Il borgo è ricordato storicamente nel 1431 per la disfatta della marina repubblicana genovese ad opera della flotta della Repubblica di Venezia.
Dal 1954 sul fondale è posizionato il celebre Cristo degli abissi, opera di Guido Galletti, e recentemente restaurato nel 2003-2004.

#### San Rocco
Disposta lungo il crinale, con ampio panorama sul Golfo Paradiso, la frazione di San Rocco dista dal centro di Camogli circa 6 km. L'agglomerato è altresì accessibile attraverso un sentiero che, seguendo il percorso lungo la valle del rio Gentile, collega l'estremità sud-orientale della cittadina marinara attraversando uliveti. La strada conduce direttamente al sagrato della locale chiesa parrocchiale di San Rocco e da lì, verso il sentiero che conduce a Punta Chiappa (a metà percorso si raggiunge la romanica chiesa di San Nicolò di Capodimonte) o San Fruttuoso.

## Economia

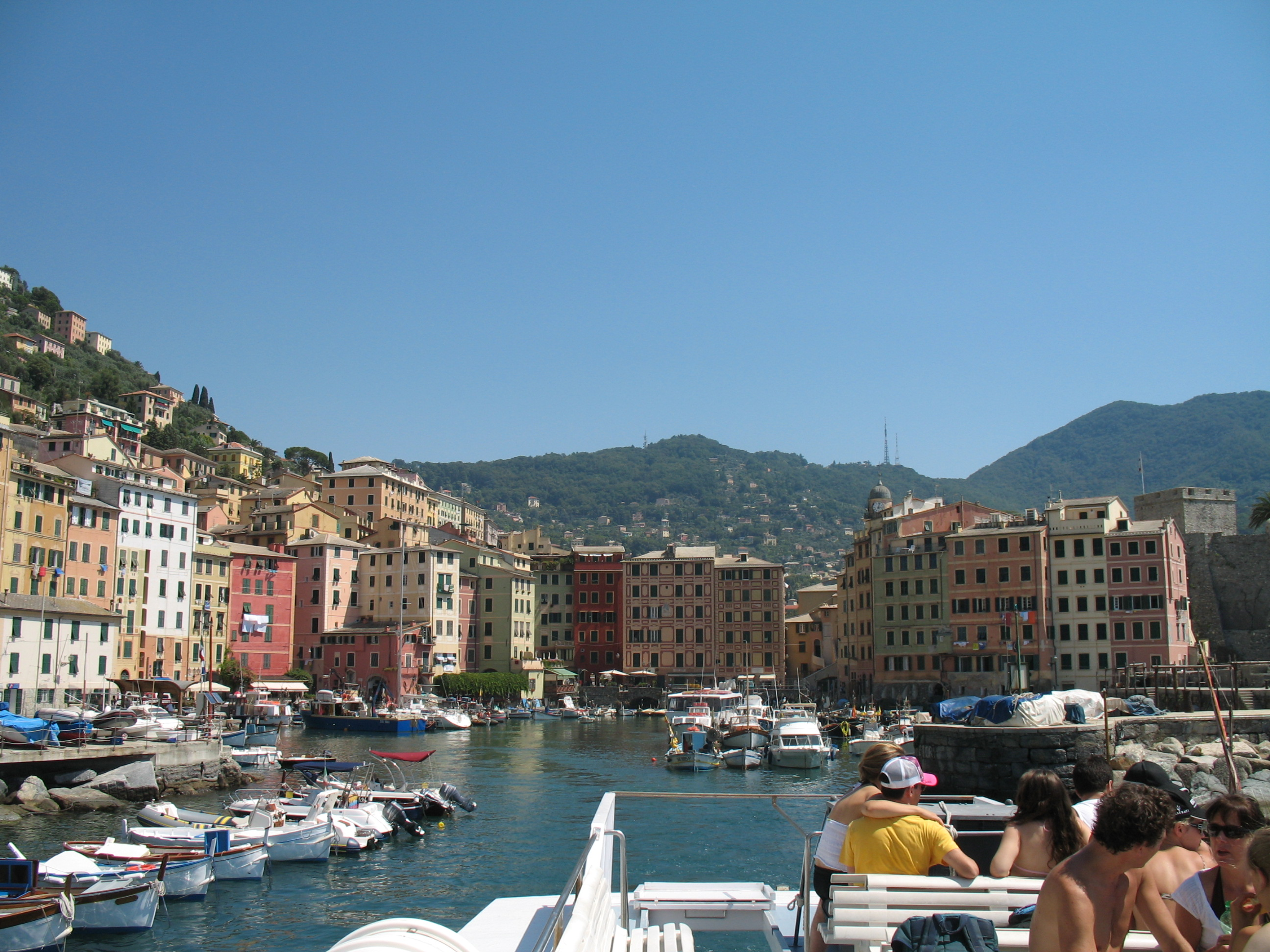
Scorcio della Marina di Camogli

Basata per secoli sulla marineria e sui profitti da essa derivanti, la città di Camogli ha dovuto forzatamente riconvertirsi con l'avvento del decadimento della navigazione a vela. Dopo un periodo relativamente poco proficuo, in cui i grandi capitali delle più importanti famiglie di derivazione armatoriale hanno avuto una fase "dormiente", l'economia cittadina ha trovato nuova linfa nella seconda metà del Novecento con le prime avvisaglie della riconversione al turismo.
Infatti, a partire dagli anni cinquanta, con la nascita del fenomeno del turismo borghese, la principale vena economica è legata soprattutto a questo fenomeno ed al commercio dei prodotti locali. Eccezione era costituita dalla produzione delle reti da pesca, cessata alla fine degli anni settanta con la chiusura del Retificio Riccobaldi a causa della forte concorrenza delle produzioni a basso costo provenienti dai paesi orientali. Risalente agli stessi anni è la chiusura della Pisoni, piccola industria elettro-meccanica la cui sede, sita nell'area al confine tra Camogli e Recco, è stata recentemente riconvertita ad uso di civile abitazione ed a supermercato.
Camogli è inoltre uno delle poche località liguri dove ancora viene praticata professionalmente la pesca, con lampare ed una tonnara centenaria. La città è sede di una Cooperativa Pescatori che si occupa sia in Liguria che fuori regione della commercializzazione del pescato e della salagione e vendita delle acciughe nelle tipiche arbanelle di vetro.
La località ha ottenuto dalla FEE-Italia (Foundation for Environmental Education) il conferimento della bandiera blu per la qualità delle sue spiagge.

## Infrastrutture e trasporti

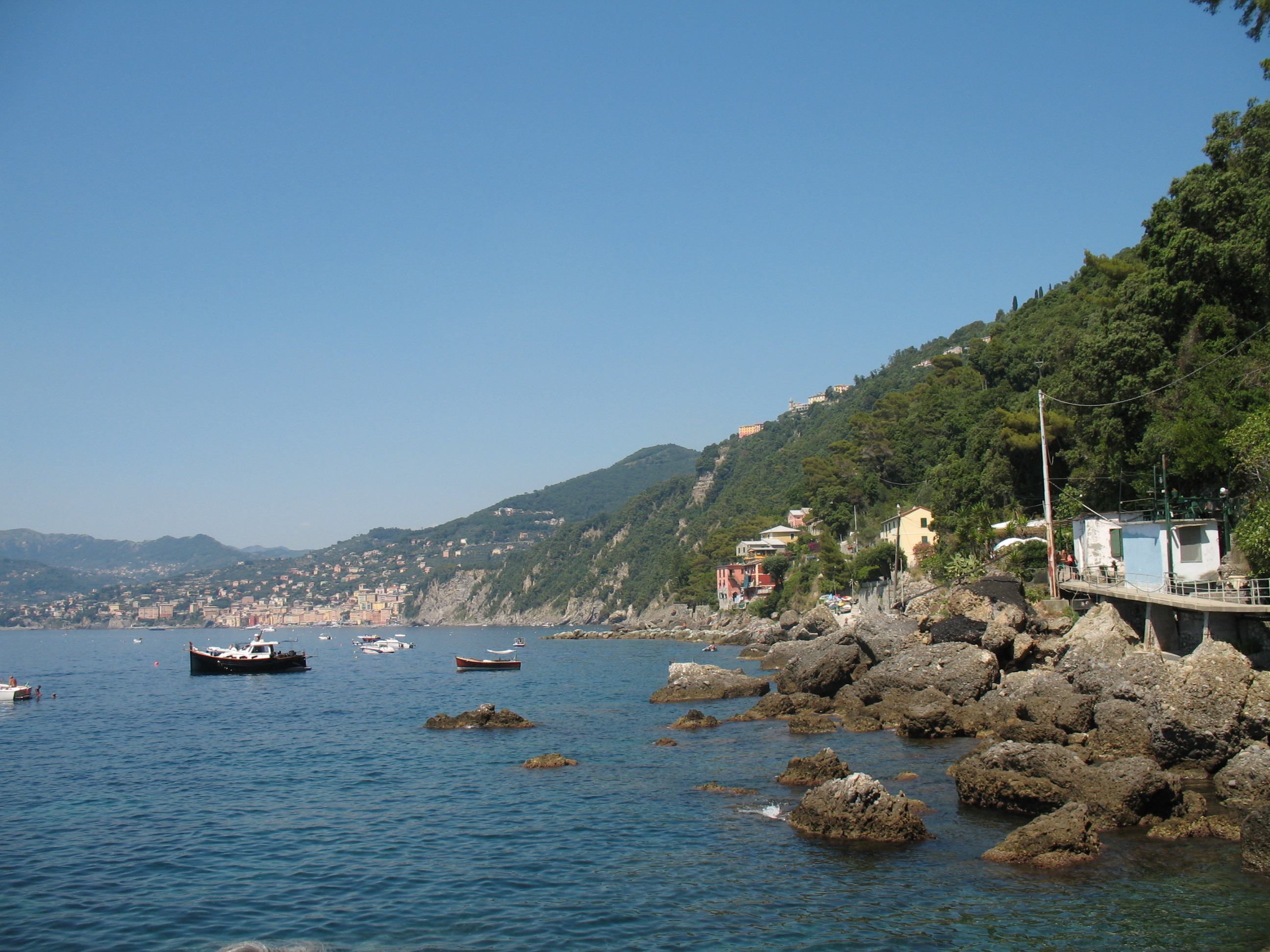
Approdo a Porto Pidocchio

### Strade
Il comune non possiede un proprio casello autostradale, ma quello della limitrofa Recco sull'autostrada A12 dista solo pochi chilometri ed è quindi l'uscita consigliata per raggiungere la destinazione.
Dalla città recchese la strada provinciale 30 di Camogli congiunge i due centri alternativamente alla strada statale 1 Via Aurelia che rimane la direttrice principale di collegamento anche dal Tigullio. La frazione di Ruta è altresì raggiungibile dalla strada provinciale 31 di San Martino di Noceto passando per le frazioni rapallesi di Santa Maria del Campo e San Martino di Noceto.

### Ferrovie
Camogli dispone di una fermata ferroviaria denominata Camogli-San Fruttuoso lungo la ferrovia Genova-Pisa. Fino al 2005 tale impianto era una vera e propria stazione ferroviaria, con annesso scalo merci, e disponeva di un terzo binario utilizzato per precedenze o quale capolinea delle corse dirette a Genova.
Un secondo impianto soppresso nel 1981, la fermata di Priaro, si trovava in pieno centro cittadino.

### Porti
Un servizio stagionale di battelli quotidiano permette il collegamento marittimo dal Porto antico di Genova, da Recco e, da oriente, dai principali centri del Tigullio quali Santa Margherita Ligure e Rapallo. Lo stesso servizio è fruibile tutto l'anno per accedere alla baia e relativa abbazia di San Fruttuoso.

### Mobilità urbana
Dai comuni di Recco e Rapallo un servizio di trasporto pubblico locale gestito dall'AMT garantisce quotidiani collegamenti bus con Camogli e per le altre località del territorio comunale.

## Amministrazione

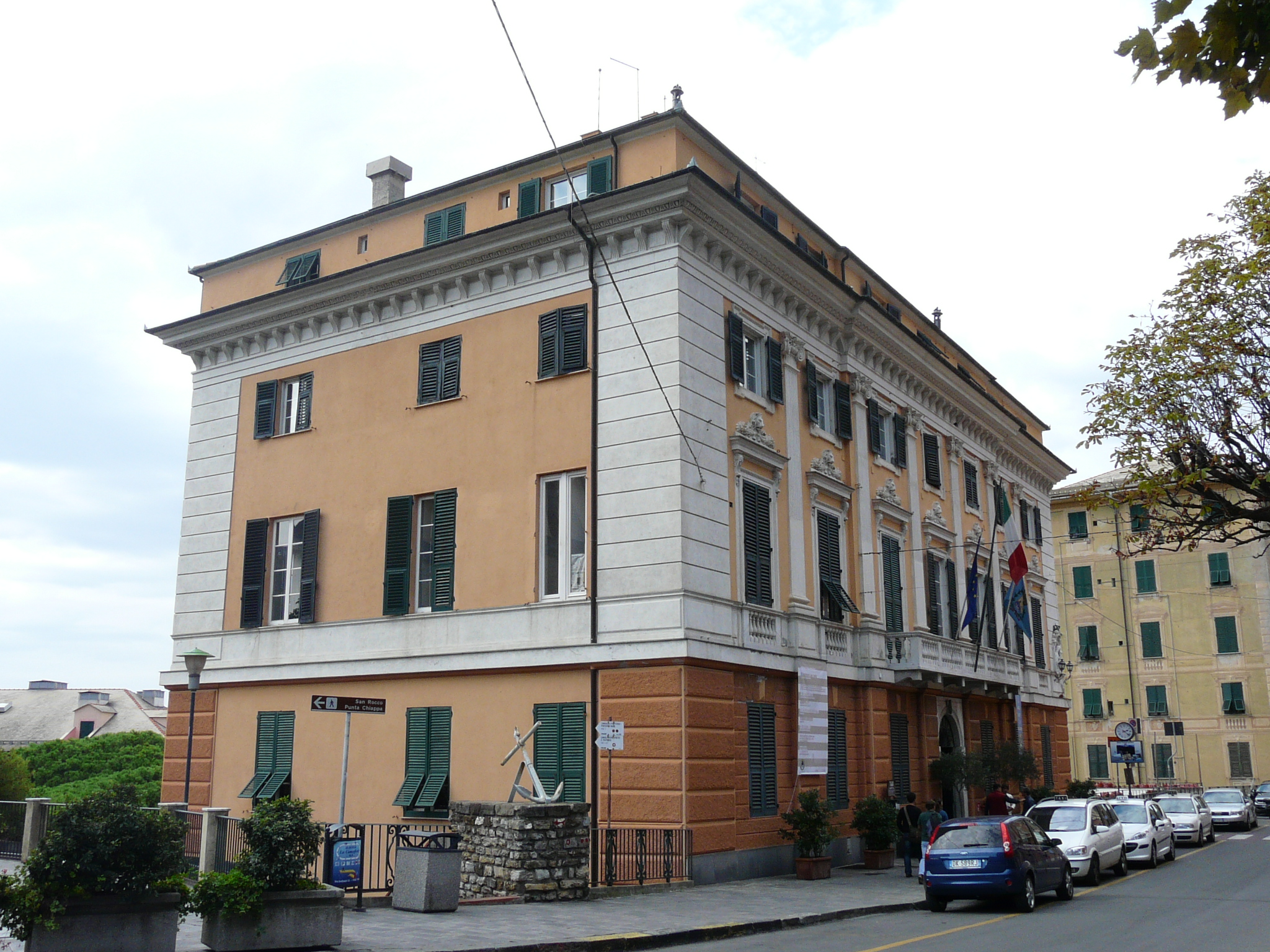
Il municipio

| Periodo          | Periodo          | Primo cittadino          | Partito                                             | Carica         | Note   |
| ---------------- | ---------------- | ------------------------ | --------------------------------------------------- | -------------- | ------ |
| 26 novembre 1988 | 16 luglio 1992   | Vincenzo Javarone        | DC                                                  | Sindaco        |        |
| 6 agosto 1992    | 20 marzo 1994    | Vincenzo Javarone        | DC                                                  | Sindaco        | [ 34 ] |
| maggio 1994      | 21 novembre 1994 | Pasquale Gioffrè         |                                                     | Comm. straord. | [ 35 ] |
| 21 novembre 1994 | 30 novembre 1998 | Giuseppe Passalacqua     | AN                                                  | Sindaco        |        |
| 30 novembre 1998 | 27 maggio 2003   | Giuseppe Maggioni        | Progetto Insieme (lista civica di sinistra)         | Sindaco        |        |
| 27 maggio 2003   | 15 aprile 2008   | Giuseppe Maggioni        | Progetto Insieme (lista civica di centro-sinistra)  | Sindaco        |        |
| 15 aprile 2008   | 28 maggio 2013   | Italo Salvatore Mannucci | Progetto Insieme (lista civica di centro-sinistra)  | Sindaco        |        |
| 28 maggio 2013   | 10 giugno 2018   | Francesco Olivari        | Progetto Insieme (lista civica di centro-sinistra)  | Sindaco        |        |
| 10 giugno 2018   | 15 maggio 2023   | Francesco Olivari        | Scelgo Camogli (lista civica di centro-sinistra)    | Sindaco        |        |
| 15 maggio 2023   | in carica        | Giovanni Anelli          | Per la nostra città (lista civica di centro-destra) | Sindaco        |        |

### Gemellaggi
Camogli è gemellata con:
- Tuningen, dal 1998[36]
- Carloforte, dal 2004[37]

Esiste inoltre un legame culturale, stipulato nel 2009, con le città di Calatafimi Segesta (Sicilia) e Teano (Campania) per le comuni radici storiche connesse con le vicende dell'Unità d'Italia ed in particolar modo con la figura del camogliese Simone Schiaffino, garibaldino che morì nella battaglia di Calatafimi del 15 maggio 1860.

## Sport
A Camogli ha sede il locale circolo sportivo Rari Nantes Camogli, legato agli sport acquatici quali prevalentemente la pallanuoto. Attualmente milita nella Serie A1 del campionato italiano maschile di pallanuoto, dopo la promozione avvenuta nel maggio del 2023.
Il gioco del calcio riscontra poco interesse tra gli abitanti di Camogli. Venne fondata una prima società denominata A.C. Camogli dai colori bianconeri la quale, nel 2012, si fuse con l'Avegno Calcio, dando vita all'A.S.D. CamogliAvegno-Golfo Paradiso. La società dai colori bianconeroblu riuscì ad arrivare sino in Promozione. Nell'estate del 2015 la società, nel tentativo di formare una squadra stabile per tutto il Golfo Paradiso, accettò la fusione con la A.S.D. Golfo Paradiso di Sori e la sezione calcistica della Pro Recco, forte di buone scuole calcio, mettendo da parte camoglina l'iscrizione alla Promozione. Nacque così la A.S.D. Golfo Paradiso Pro Recco Camogli Avegno, iscritta al campionato di Promozione. Il club, dopo una parentesi in Prima Categoria, al termine del campionato 2022-2023 ha raggiunto la promozione in Eccellenza. Nel 2023 l'ex calciatore Francesco Flachi è stato il responsabile del settore giovanile. Dalla stagione 2024/2025 il borgo ligure vede una nuova partecipazione al campionato di Terza Categoria nel girone di Chiavari, grazie alla società Camogli FC 2024.